# Premier League 2022-2023
La Premier League 2022-2023 è stata la 124ª edizione della massima divisione del campionato inglese di calcio, nonché la trentunesima della Premier League. La stagione è iniziata il 5 agosto 2022 ed è terminata il 28 maggio 2023, con una pausa tra il 13 novembre e il 26 dicembre 2022 per consentire la partecipazione dei calciatori al campionato mondiale di Qatar 2022.
Il campionato è stato vinto dal Manchester City, che si è aggiudicato il titolo nazionale per la nona volta, il terzo consecutivo e settima volta nell'era di Premier League.
L'attaccante dei Citizens Erling Haaland ha vinto la classifica dei marcatori con 36 reti, stabilendo un primato assoluto nella storia della Premier League.

## Stagione

### Formula
Per la sesta stagione consecutiva accedono alla fase a gironi della UEFA Champions League 2023-2024 le prime quattro classificate. Accedono, invece, alla fase a gironi della UEFA Europa League 2023-2024 la 5ª squadra classificata e la vincente della FA Cup mentre la vincente della League Cup accede agli spareggi della UEFA Europa Conference League 2023-2024. Nel caso in cui le vincenti delle due coppe nazionali siano già qualificate alle coppe europee tramite il campionato, al loro posto si qualificheranno la 6ª in campionato alla UEFA Europa League ed eventualmente la 7ª alla UEFA Europa Conference League. Le ultime tre squadre classificate retrocedono in Championship.

### Calciomercato

#### Sessione estiva

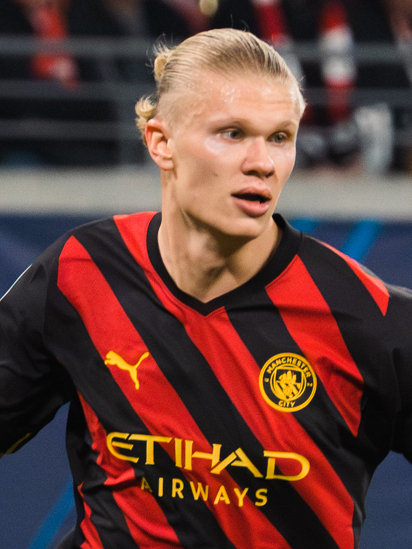
L'attaccante norvegese Haaland è l'acquisto più importante dei campioni in carica del.

Il Manchester City, dopo la conquista del campionato nella stagione precedente (il secondo consecutivo), rinforza la propria rosa con l'ingaggio degli attaccanti Haaland e Álvarez, rispettivamente dal Borussia Dortmund e dal River Plate, del centrocampista Phillips dal Leeds Utd, e dei difensori Gómez e Akanji, provenienti dall'Anderlecht e dal Borussia Dortmund. A lasciare i Citizens sono gli attaccanti Sterling e Gabriel Jesus, che vengono ceduti rispettivamente al Chelsea e all'Arsenal, il centrocampista Fernandinho, che si accorda da svincolato con l'Athl. Paranaense, e il difensore Zinčenko, che passa anche lui all'Arsenal. Il Liverpool, la maggiore antagonista dei Citizens nella precedente stagione, risponde con l'acquisto dell'attaccante Núñez dal Benfica, del difensore Ramsay dall'Aberdeen e del centrocampista Arthur dalla Juventus. In uscita, si segnalano le cessioni degli attaccanti Mané e Minamino, rispettivamente al Bayern Monaco e al Monaco, e del difensore Williams al Nottingham Forest. Lascia anche l'attaccante Origi, che non rinnova il contratto in scadenza e si accasa al Milan.
Per quanto riguarda le altre squadre partecipanti alla Champions League, il Chelsea, oltre a rinforzare l'attacco con gli acquisti del sopracitato Sterling dal Manchester City e di Aubameyang dal Barcellona, integra nel proprio organico i difensori Koulibaly, Cucurella, e Fofana, rispettivamente dal Napoli, dal Brighton e dal Leicester City, e i centrocampisti Chukwuemeka dall'Aston Villa e Zakaria dalla Juventus. A lasciare i Blues sono l'attaccante Lukaku, che fa ritorno all'Inter dopo una sola stagione, e i difensori Rüdiger e Christensen, che non rinnovano il proprio contratto e si accordano rispettivamente con il Real Madrid e il Barcellona. Il Tottenham rinforza la rosa con gli acquisti dell'attaccante Richarlison dall'Everton dei centrocampisti Bissouma e Perišić, il primo dal Brighton e il secondo da svincolato dopo l'esperienza all'Inter, e del difensore Lenglet dal Barcellona. In uscita, salutano l'attaccante Bergwijn, ceduto all'Ajax e il centrocampista Ndombele, ceduto al Napoli.
L'Arsenal, oltre a rinforzarsi con gli ingaggi dei sopracitati Gabriel Jesus e Zinčenko dal Manchester City, aggiunge alla propria rosa il centrocampista Fábio Vieira dal Porto e il portiere Turner dal N.E. Revolution. A salutare i Gunners sono l'attaccante Lacazette, che si accasa da svincolato all'Olympique Lione, il portiere Leno, ceduto al Fulham, e il difensore Tavares, ceduto all'Olympique Marsiglia. Il Manchester Utd, che riparte in panchina da Ten Hag, si rinforza con gli arrivi dei difensori Martínez e Malacia, acquistati rispettivamente dall'Ajax e dal Feyenoord, dei centrocampisti Eriksen e Casemiro, il primo da svincolato dopo l'esperienza al Brentford e il secondo dal Real Madrid, e l'attaccante Antony, acquistato dall'Ajax. In uscita, lasciano i centrocampisti Pogba e Matić, che firmano da svincolati rispettivamente per la Juventus e per la Roma, oltre all'attaccante Lingard, che si accasa anche lui da svincolato al Nottingham Forest.

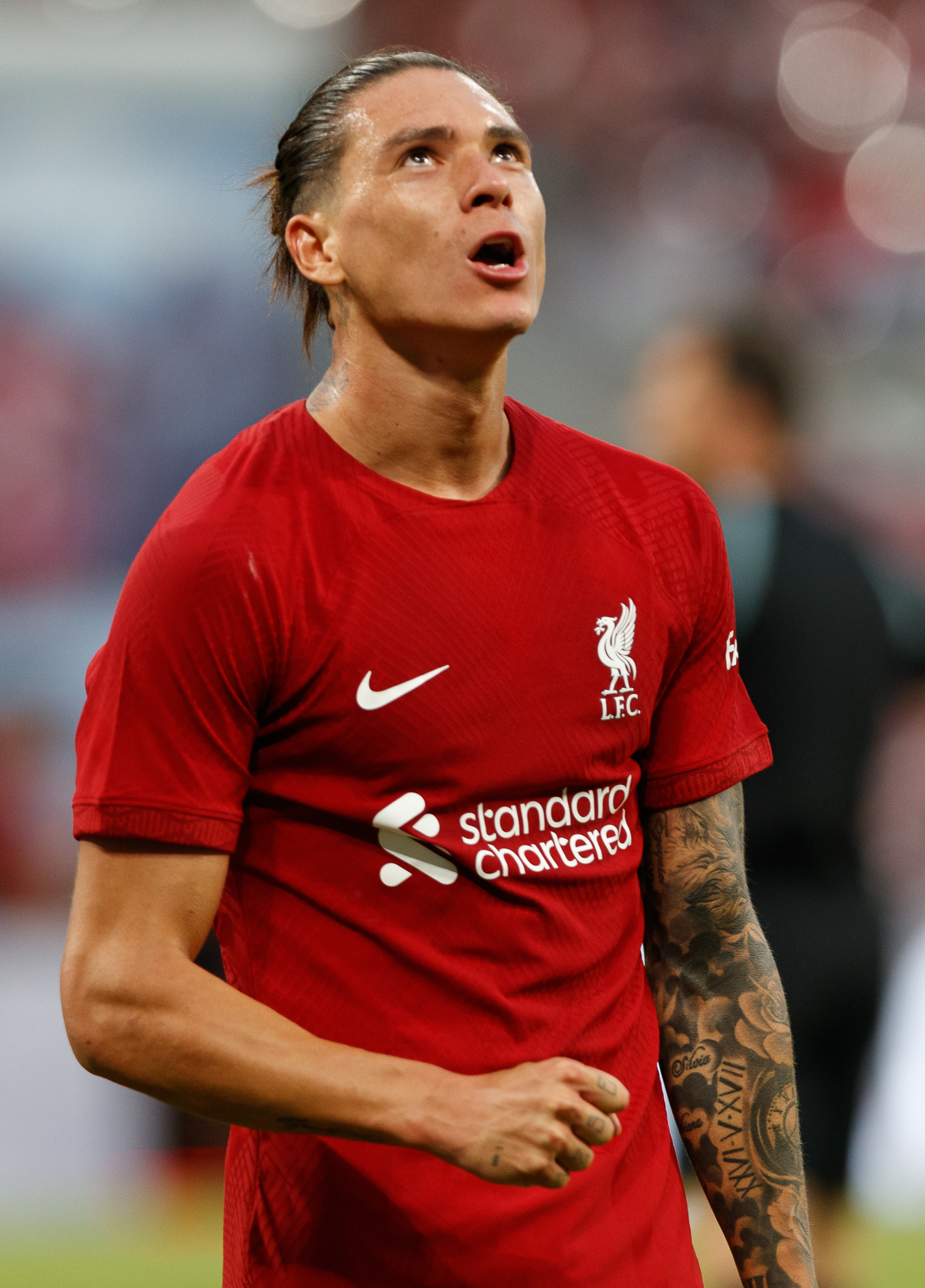
L'attaccante uruguaiano Núñez è il nuovo centravanti del.

Il West Ham Utd acquista il centrocampista Paquetá dall'Olympique Lione e l'attaccante Scamacca dal Sassuolo. Il Leicester City sostituisce il sopracitato Fofana con Faes dallo Stade Reims e saluta anche il portiere Schmeichel, ceduto al Nizza. Il Brighton cede i sopracitati Cucurella e Bissouma ma prende il centrocampista Estupiñán dal Villarreal. Il Wolverhampton acquista il difensore Collins dal Burnley, il centrocampista Kalajdžić dallo Stoccarda e l'attaccante Guedes dal Valencia. Il Newcastle Utd prende il portiere Pope dal Burnley, il difensore Botman dal Lilla e l'attaccante Isak dalla Real Sociedad. Il Crystal Palace prende il centrocampista Doucoure dal Lens. Il Brentford acquista i difensori Hickey e Mee, rispettivamente dal Bologna e dal Burnley, il centrocampista Damsgaard dalla Sampdoria e l'attaccante Lewis-Potter dall'Hull City. L'Aston Villa acquista i difensori Diego Carlos dal Siviglia e Kamara dall'Olympique Marsiglia. Il Southampton prende il centrocampista Aribo dal Rangers, mentre l'Everton acquista il difensore Tarkowski e i centrocampisti Onana e Gueye, rispettivamente dal Lilla e dal Paris Saint-Germain. Il Leeds Utd acquista il centrocampista Aaronson e il difensore Nissen dal Salisburgo, l'attaccante Sinisterra dal Feyenoord, e i centrocampisti Roca e Adams, rispettivamente dal Bayern Monaco e dal RB Lipsia.
Tra le neopromosse, è molto attivo il Nottingham Forest, che acquista, oltre ai sopracitati Williams e Lingard, il portiere Henderson dal Manchester Utd, il difensore Lodi dall'Atlético Madrid, e i centrocampisti Freuler, O'Brien e Gibbs-White, rispettivamente dall'Atalanta, dall'Huddersfield Town e dal Wolverhampton. Il Fulham prende il portiere Leno dall'Arsenal, i centrocampisti Palhinha e Pereira, rispettivamente dallo Sporting Lisbona e dal Manchester Utd, e l'attaccante Willian. Il Bournemouth acquista il portiere Neto dal Barcellona e il centrocampista Tavernier dal Middlesbrough.

#### Sessione invernale
Il grande protagonista della sessione invernale di calciomercato è il Chelsea, autore di una prima parte di stagione non all'altezza delle aspettative: i Blues fanno segnare l'acquisto più costoso nella storia della Premier League, prendendo il centrocampista Fernández dal Benfica. I londinesi si rinforzano anche in attacco con gli arrivi di Mudryk dallo Šachtar, Madueke dal PSV e Fofana dal Molde, oltre al prestito di Félix dall'Atlético Madrid. In difesa acquistano Badiashile dal Monaco e Gusto dall'Olympique Lione, con quest'ultimo che viene prestato agli stessi francesi fino a fine stagione. Anche il Liverpool, nel tentativo di risalire la classifica, realizza un'operazione in entrata importante, acquistando l'attaccante Gakpo dal PSV.
L'Arsenal, primo al giro di boa del campionato, allunga la rosa con gli acquisti dell'attaccante Trossard dal Brighton, del centrocampista Jorginho dal Chelsea e del difensore Kiwior dallo Spezia. Il Manchester City, in lotta con i Gunners per la conquista del titolo, prende il centrocampista Perrone dal Vélez Sarsfield e cede il difensore Cancelo al Bayern Monaco. Il Manchester Utd saluta l'attaccante Cristiano Ronaldo, che risolve il contratto con i Red Devils e si lega all'Al-Nassr, e si rinforza con gli arrivi di Weghorst dal Burnley (ma in prestito al Beşiktaş nella prima parte di stagione) e Sabitzer dal Bayern Monaco. In porta arriva Butland dal Crystal Palace al posto di Dúbravka, che passa al Newcastle Utd. I Magpies prendono anche il centrocampista Gordon dall'Everton. Il Tottenham acquista il difensore Porro dallo Sporting Lisbona e l'attaccante Danjuma dal Villarreal.
Tra le altre operazioni più importanti, il Nottingham Forest prende il portiere Navas dal Paris Saint-Germain, oltre al centrocampista Shelvey e all'attaccante Wood dal Newcastle Utd, mentre il Wolverhampton si rinforza con l'attaccante Cunha dall'Atlético Madrid e il difensore Dawson dal West Ham Utd. Il Bournemouth acquista l'attaccante Ouattara dal Lorient, il centrocampista Traorè dal Sassuolo e il difensore Zabarnyj dalla Dinamo Kiev. Il West Ham Utd prende l'attaccante Ings dall'Aston Villa, mentre il Southampton si rinforza con gli attaccanti Oršić dalla Dinamo Zagabria e Onuachu dal Genk.

### Avvenimenti

#### Girone di andata

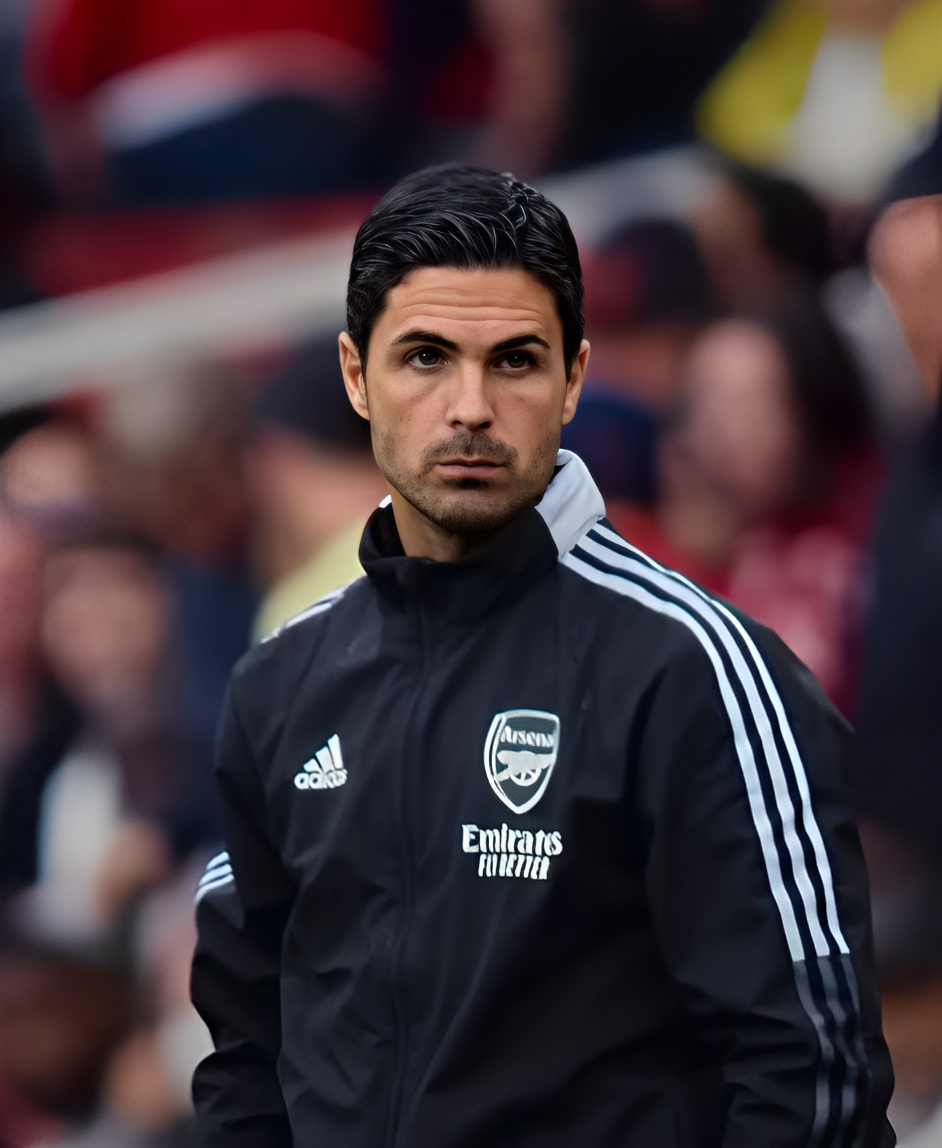
Mikel Arteta, alla quarta stagione sulla panchina dell', riporta i Gunners in lotta per il titolo ma deve accontentarsi della qualificazione in Champions League.

L'avvio di campionato è segnato dall'ottima partenza dell'Arsenal, che fa bottino pieno nei primi tre turni e alla 3ª giornata si prende la vetta solitaria della classifica. Il percorso netto dei Gunners si interrompe al 6º turno, quando vengono battuti dal Manchester Utd del nuovo tecnico Ten Hag, che, dopo un inizio difficile con due sconfitte in altrettante gare, batte il Liverpool alla 3ª giornata e appunto l'Arsenal. L'avvio al di sotto delle aspettative del Chelsea costa la panchina, dopo sei giornate, a Tuchel: il tedesco viene sostituito da Potter, protagonista di un ottimo inizio con il Brighton, che lo rimpiazza con De Zerbi. All'inseguimento dell'Arsenal ci sono il Manchester City e il Tottenham, mentre il Liverpool evidenzia un andamento altalenante: i Reds vengono battuti dall'Arsenal alla 10ª giornata, ma superano proprio i Citizens e gli Spurs, rispettivamente all'11ª e alla 15ª giornata. I Gunners si dimostrano autorevoli candidati alla vittoria finale, pur non potendo disputare il confronto diretto con il Manchester City, programmato per la 12ª giornata, a causa del calendario congestionato per via della morte della Regina Elisabetta II.
Al ritorno dalla lunga sosta per la disputa del campionato mondiale in Qatar, il Tottenham perde contatto con la vetta, mentre emerge il Newcastle Utd, capace di dare continuità alla seconda parte della stagione precedente. Tra le altre squadre, si segnala il buon rendimento del Fulham e del Brighton, al contrario del Leicester City e del West Ham Utd, che palesano difficoltà inattese rispetto al piazzamento della stagione precedente. Il girone di andata si chiude con l'Arsenal in testa alla classifica, seguito dal Manchester City e dalla coppia formata da Manchester Utd e Newcastle Utd. In lotta per i piazzamenti europei ci sono anche il Tottenham e il Liverpool, oltre alle sopracitate rivelazioni Fulham e Brighton. L'avvicendamento tra Tuchel e Potter non risolleva il Chelsea, protagonista di una prima parte di stagione deludente nonostante gli acquisti importanti realizzati dai Blues nella sessione estiva di calciomercato. Nella parte bassa della classifica stazionano il Bournemouth e il sopracitato West Ham Utd, mentre chiudono il girone d'andata agli ultimi tre posti l'Everton, il Wolverhampton e il Southampton.

#### Girone di ritorno

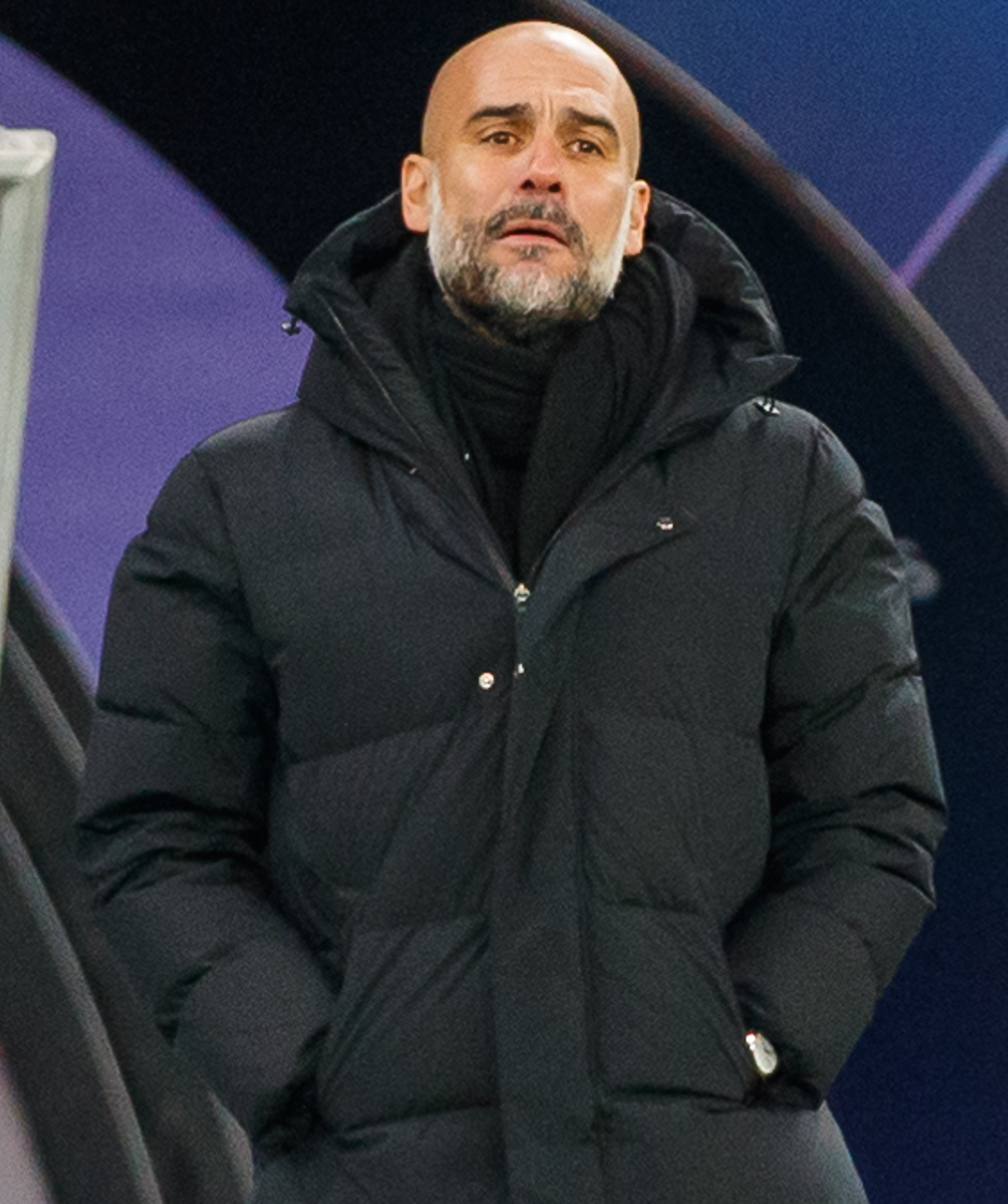
Josep Guardiola vince la terza Premier League consecutiva con il, nonché la quinta in sette stagioni ai Citizens.

L'inizio del girone di ritorno vede l'Arsenal battere il Tottenham e il Manchester Utd e consolidare il primato in classifica, prima di raccogliere un punto nelle due gare che precedono il recupero con il Manchester City alla 12ª giornata: nello scontro diretto all'Emirates Stadium i Citizens si impongono per 3-1 e agganciano i Gunners in vetta. Nelle giornate successive si delinea sempre di più un duello tra Arsenal e Manchester City per la conquista del titolo, con Manchester Utd, Newcastle Utd, Tottenham e Liverpool a lottare per gli altri due posti validi per la qualificazione alla Champions League. Gli Spurs nel frattempo cambiano guida tecnica, separandosi da Conte e affidandosi a Stellini prima e Mason poi, così come il Chelsea, che esonera Potter e fa tornare Lampard. Nella parte bassa della classifica si risollevano Wolverhampton e Bournemouth, mentre Leeds Utd e Leicester City vengono coinvolti nella lotta per non retrocedere insieme a Nottingham Forest ed Everton, con il Southampton a chiudere la graduatoria. Nello scontro diretto tra le duellanti per il titolo in programma alla 33ª giornata all'Etihad Stadium, il Manchester City si impone nuovamente sull'Arsenal per 4-1 e riduce il distacco a due punti ma con due gare da recuperare.
Il sorpasso si concretizza quando i Citizens superano il West Ham Utd nel recupero della 28ª giornata e si portano a una lunghezza dai Gunners con una gara da recuperare. Alla 37ª giornata l'Arsenal perde sul campo del Nottingham Forest e rende matematica la conquista del campionato da parte del Manchester City con tre giornate d'anticipo (compresa una gara da recuperare). Per i mancuniani si tratta del nono titolo nazionale (il settimo dall'istituzione della Premier League), nonché il terzo consecutivo. L'attaccante dei Citizens Erling Haaland vince la classifica marcatori con 36 reti, un record assoluto nella storia della Premier League. L'epilogo del campionato certifica la qualificazione in Champions League per Manchester United e Newcastle Utd, con i Red Devils che chiudono terzi davanti ai Magpies. Il Liverpool deve accontentarsi della qualificazione all'Europa League, stesso risultato raggiunto dal Brighton, rivelazione della stagione e capace di raggiungere una qualificazione ad una competizione continentale per la prima volta nella sua storia. L'Aston Villa, passato nel corso della stagione da Gerrard a Emery, chiude settimo dopo una rimonta iniziata alla 15ª giornata e si qualifica in Europa Conference League. Deludenti i campionati di Tottenham e Chelsea che, nonostante i cambi di guida tecnica, non riescono a raggiungere la qualificazione alle coppe continentali. Nella parte bassa della classifica, con il Southampton retrocesso con due giornate d'anticipo, la lotta tra Everton, Leicester City e Leeds Utd si risolve solo all'ultima giornata: a salvarsi sono i Toffees, condannando le Foxes e gli Whites al ritorno in Championship.

## Squadre partecipanti
| Squadra           | Stagione | Città                         | Stadio                      | Stagione precedente                                             |
| ----------------- | -------- | ----------------------------- | --------------------------- | --------------------------------------------------------------- |
| Arsenal           | dettagli | Londra (Islington)            | Emirates Stadium            | 5º posto in Premier League                                      |
| Aston Villa       | dettagli | Birmingham                    | Villa Park                  | 14º posto in Premier League                                     |
| Bournemouth       | dettagli | Bournemouth                   | Dean Court                  | 2º posto in Football League Championship, promosso              |
| Brentford         | dettagli | Londra (Brentford)            | Brentford Community Stadium | 13º posto in Premier League                                     |
| Brighton          | dettagli | Brighton & Hove               | Falmer Stadium              | 9º posto in Premier League                                      |
| Chelsea           | dettagli | Londra (Hammersmith e Fulham) | Stamford Bridge             | 3º posto in Premier League                                      |
| Crystal Palace    | dettagli | Londra (Croydon)              | Selhurst Park               | 12º posto in Premier League                                     |
| Everton           | dettagli | Liverpool                     | Goodison Park               | 16º posto in Premier League                                     |
| Fulham            | dettagli | Londra (Hammersmith e Fulham) | Craven Cottage              | 1º posto in Football League Championship, promosso              |
| Leeds Utd         | dettagli | Leeds                         | Elland Road                 | 17º posto in Premier League                                     |
| Leicester City    | dettagli | Leicester                     | King Power Stadium          | 8º posto in Premier League                                      |
| Liverpool         | dettagli | Liverpool                     | Anfield                     | 2º posto in Premier League                                      |
| Manchester City   | dettagli | Manchester                    | Etihad Stadium              | Campione d'Inghilterra                                          |
| Manchester Utd    | dettagli | Manchester                    | Old Trafford                | 6º posto in Premier League                                      |
| Newcastle Utd     | dettagli | Newcastle upon Tyne           | St James' Park              | 11º posto in Premier League                                     |
| Nottingham Forest | dettagli | Nottingham                    | City Ground                 | 4º posto Football League Championship, promosso dopo i play-off |
| Southampton       | dettagli | Southampton                   | St. Mary's Stadium          | 15º posto in Premier League                                     |
| Tottenham         | dettagli | Londra (Tottenham)            | Tottenham Hotspur Stadium   | 4º posto in Premier League                                      |
| West Ham Utd      | dettagli | Londra (Stratford)            | London Stadium              | 7º posto in Premier League                                      |
| Wolverhampton     | dettagli | Wolverhampton                 | Molineux Stadium            | 10º posto in Premier League                                     |

## Allenatori e primatisti
| Squadra           | Allenatore                                                                                    | Calciatore più presente            | Cannoniere                      |
| ----------------- | --------------------------------------------------------------------------------------------- | ---------------------------------- | ------------------------------- |
| Arsenal           | Mikel Arteta                                                                                  | 4 giocatori (38)                   | Gabriel Martinelli (15)         |
| Aston Villa       | Steven Gerrard (1ª-12ª) Aaron Danks (13ª-14ª) Unai Emery (15ª-38ª)                            | Emiliano Buendía, Ezri Konsa (38)  | Ollie Watkins (15)              |
| Bournemouth       | Scott Parker (1ª-4ª) Gary O'Neil (5ª-38ª)                                                     | Adam Smith, Jefferson Lerma (37)   | Philip Billing (7)              |
| Brentford         | Thomas Frank                                                                                  | David Raya Bryan Mbeumo (38)       | Ivan Toney (20)                 |
| Brighton          | Graham Potter (1ª-6ª) Roberto De Zerbi (7ª-38ª)                                               | Moisés Caicedo (36)                | Alexis Mac Allister (10)        |
| Chelsea           | Thomas Tuchel (1ª-6ª) Graham Potter (7ª-29ª) Bruno Saltor (30ª) Frank Lampard (31ª-38ª)       | Kai Havertz, Conor Gallagher (31)  | Kai Havertz (7)                 |
| Crystal Palace    | Patrick Vieira (1ª-27ª) Paddy McCarthy (28ª) Roy Hodgson (29ª-38ª)                            | Jordan Ayew, Eberechi Eze (38)     | Wilfried Zaha (7)               |
| Everton           | Frank Lampard (1ª-21ª) Sean Dyche (22ª-38ª)                                                   | James Tarkowski, Alex Iwobi (38)   | Dwight McNeil (7)               |
| Fulham            | Marco Silva                                                                                   | Harrison Reed (37)                 | Aleksandar Mitrović (14)        |
| Leeds Utd         | Jesse Marsch (1ª-22ª) Michael Skubala (23ª-24ª) Javi Gracia (25ª-34ª) Sam Allardyce (35ª-38ª) | 3 giocatori (36)                   | Rodrigo (13)                    |
| Leicester City    | Brendan Rodgers (1ª-29ª) Adam Sadler (30ª-31ª) Dean Smith (32ª-38ª)                           | Jamie Vardy, Timothy Castagne (37) | Harvey Barnes (13)              |
| Liverpool         | Jürgen Klopp                                                                                  | Mohamed Salah (38)                 | Mohamed Salah (19)              |
| Manchester City   | Josep Guardiola                                                                               | Rodri (36)                         | Erling Haaland (36)             |
| Manchester Utd    | Erik ten Hag                                                                                  | David de Gea (37)                  | Marcus Rashford (14)            |
| Newcastle Utd     | Eddie Howe                                                                                    | 5 giocatori (38)                   | Callum Wilson (18)              |
| Nottingham Forest | Steve Cooper                                                                                  | Brennan Johnson (38)               | Taiwo Awoniyi (10)              |
| Southampton       | Ralph Hasenhüttl (1ª-15ª) Rubén Sellés (16ª) Nathan Jones (17ª-23ª) Rubén Sellés (24ª-38ª)    | James Ward-Prowse (38)             | James Ward-Prowse (9)           |
| Tottenham         | Antonio Conte (1ª-28ª) Cristian Stellini (29ª-32ª) Ryan Mason (33ª-38ª)                       | Harry Kane (38)                    | Harry Kane (30)                 |
| West Ham Utd      | David Moyes                                                                                   | Jarrod Bowen (38)                  | Jarrod Bowen, Saïd Benrahma (6) |
| Wolverhampton     | Bruno Lage (1ª-9ª) Steve Davis (10ª-16ª) Julen Lopetegui (17ª-38ª)                            | Max Kilman, (37)                   | Daniel Podence, Rúben Neves (6) |

## Classifica finale
|         | Pos. | Squadra           | Pt | G  | V  | N  | P  | GF | GS | DR  |
| ------- | ---- | ----------------- | -- | -- | -- | -- | -- | -- | -- | --- |
|         | 1.   | Manchester City   | 89 | 38 | 28 | 5  | 5  | 94 | 33 | +61 |
|         | 2.   | Arsenal           | 84 | 38 | 26 | 6  | 6  | 88 | 43 | +45 |
|         | 3.   | Manchester Utd    | 75 | 38 | 23 | 6  | 9  | 58 | 43 | +15 |
|         | 4.   | Newcastle Utd     | 71 | 38 | 19 | 14 | 5  | 68 | 33 | +35 |
|         | 5.   | Liverpool         | 67 | 38 | 19 | 10 | 9  | 75 | 47 | +28 |
|         | 6.   | Brighton          | 62 | 38 | 18 | 8  | 12 | 72 | 53 | +19 |
|         | 7.   | Aston Villa       | 61 | 38 | 18 | 7  | 13 | 51 | 46 | +5  |
|         | 8.   | Tottenham         | 60 | 38 | 18 | 6  | 14 | 70 | 63 | +7  |
|         | 9.   | Brentford         | 59 | 38 | 15 | 14 | 9  | 58 | 46 | +12 |
|         | 10.  | Fulham            | 52 | 38 | 15 | 7  | 16 | 55 | 53 | +2  |
|         | 11.  | Crystal Palace    | 45 | 38 | 11 | 12 | 15 | 40 | 49 | -9  |
|         | 12.  | Chelsea           | 44 | 38 | 11 | 11 | 16 | 38 | 47 | -9  |
|         | 13.  | Wolverhampton     | 41 | 38 | 11 | 8  | 19 | 31 | 58 | -27 |
| [ 123 ] | 14.  | West Ham Utd      | 40 | 38 | 11 | 7  | 20 | 42 | 55 | -13 |
|         | 15.  | Bournemouth       | 39 | 38 | 11 | 6  | 21 | 37 | 71 | -34 |
|         | 16.  | Nottingham Forest | 38 | 38 | 9  | 11 | 18 | 38 | 68 | -30 |
|         | 17.  | Everton           | 36 | 38 | 8  | 12 | 18 | 34 | 57 | -23 |
|         | 18.  | Leicester City    | 34 | 38 | 9  | 7  | 22 | 51 | 68 | -17 |
|         | 19.  | Leeds Utd         | 31 | 38 | 7  | 10 | 21 | 48 | 78 | -30 |
|         | 20.  | Southampton       | 25 | 38 | 6  | 7  | 25 | 36 | 73 | -37 |

Legenda:
      Campione d'Inghilterra e ammessa alla fase a gironi della UEFA Champions League 2023-2024
      Ammesse alla fase a gironi della UEFA Champions League 2023-2024
      Ammesse alla fase a gironi della UEFA Europa League 2023-2024
      Ammessa agli spareggi della UEFA Europa Conference League 2023-2024
      Retrocesse in  Football League Championship 2023-2024
Regolamento:
Tre punti per la vittoria, uno per il pareggio, zero per la sconfitta.

### Squadra campione
| Formazione tipo (3-2-4-1) | Giocatori (presenze)        |
| --- | --------------------------- |
| Ederson Walker Dias Akanji Silva Stones Rodri Grealish De Bruyne Gündogan Haaland | Ederson (35)                |
| Ederson Walker Dias Akanji Silva Stones Rodri Grealish De Bruyne Gündogan Haaland | Kyle Walker (27)            |
| Ederson Walker Dias Akanji Silva Stones Rodri Grealish De Bruyne Gündogan Haaland | Rúben Dias (26)             |
| Ederson Walker Dias Akanji Silva Stones Rodri Grealish De Bruyne Gündogan Haaland | Manuel Akanji (29)          |
| Ederson Walker Dias Akanji Silva Stones Rodri Grealish De Bruyne Gündogan Haaland | Bernardo Silva (34)         |
| Ederson Walker Dias Akanji Silva Stones Rodri Grealish De Bruyne Gündogan Haaland | John Stones (23)            |
| Ederson Walker Dias Akanji Silva Stones Rodri Grealish De Bruyne Gündogan Haaland | Rodri (36)                  |
| Ederson Walker Dias Akanji Silva Stones Rodri Grealish De Bruyne Gündogan Haaland | Jack Grealish (28)          |
| Ederson Walker Dias Akanji Silva Stones Rodri Grealish De Bruyne Gündogan Haaland | Kevin De Bruyne (32)        |
| Ederson Walker Dias Akanji Silva Stones Rodri Grealish De Bruyne Gündogan Haaland | Ilkay Gündogan (31)         |
| Ederson Walker Dias Akanji Silva Stones Rodri Grealish De Bruyne Gündogan Haaland | Erling Haaland (35)         |
| Ederson Walker Dias Akanji Silva Stones Rodri Grealish De Bruyne Gündogan Haaland | Allenatore: Josep Guardiola |
| Altri giocatori: Phil Foden (32), Julián Álvarez (31), Riyad Mahrez (30), Nathan Aké (26), João Cancelo (17), Rico Lewis (14), Cole Palmer (14), Aymeric Laporte (12), Sergio Gómez Martín (12), Kalvin Phillips (12), Stefan Ortega (3), Shea Charles (1), Máximo Perrone (1). |                             |

## Risultati

### Tabellone
Ogni riga indica i risultati casalinghi della squadra segnata a inizio della riga, contro le squadre segnate colonna per colonna (che invece avranno giocato l'incontro in trasferta). Al contrario, leggendo la colonna di una squadra si avranno i risultati ottenuti dalla stessa in trasferta, contro le squadre segnate in ogni riga, che invece avranno giocato l'incontro in casa.
|                   | ARS  | ASV  | BOU  | BRE  | BHA  | CHE  | CRY  | EVE  | FUL  | LEE  | LEI  | LIV  | MCI  | MUN  | NEW  | NOT  | SOU  | TOT  | WHU  | WOL  |
| ----------------- | ---- | ---- | ---- | ---- | ---- | ---- | ---- | ---- | ---- | ---- | ---- | ---- | ---- | ---- | ---- | ---- | ---- | ---- | ---- | ---- |
| Arsenal           | –––– | 2-1  | 3-2  | 1-1  | 0-3  | 3-1  | 4-1  | 4-0  | 2-1  | 4-1  | 4-2  | 3-2  | 1-3  | 3-2  | 0-0  | 5-0  | 3-3  | 3-1  | 3-1  | 5-0  |
| Aston Villa       | 2-4  | –––– | 3-0  | 4-0  | 2-1  | 0-2  | 1-0  | 2-1  | 1-0  | 2-1  | 2-4  | 1-3  | 1-1  | 3-1  | 3-0  | 2-0  | 1-0  | 2-1  | 0-1  | 1-1  |
| Bournemouth       | 0-3  | 2-0  | –––– | 0-0  | 0-2  | 1-3  | 1-2  | 3-0  | 2-1  | 4-1  | 2-1  | 1-0  | 1-4  | 0-1  | 1-1  | 1-1  | 0-1  | 2-3  | 0-4  | 0-0  |
| Brentford         | 0-3  | 1-1  | 2-0  | –––– | 2-0  | 0-0  | 1-1  | 1-1  | 3-2  | 5-2  | 1-1  | 3-1  | 1-0  | 4-0  | 1-2  | 2-1  | 3-0  | 2-2  | 2-0  | 1-1  |
| Brighton          | 2-4  | 1-2  | 1-0  | 3-3  | –––– | 4-1  | 1-0  | 1-5  | 0-1  | 1-0  | 5-2  | 3-0  | 1-1  | 1-0  | 0-0  | 0-0  | 3-1  | 0-1  | 4-0  | 6-0  |
| Chelsea           | 0-1  | 0-2  | 2-0  | 0-2  | 1-2  | –––– | 1-0  | 2-2  | 0-0  | 1-0  | 2-1  | 0-0  | 0-1  | 1-1  | 1-1  | 2-2  | 0-1  | 2-2  | 2-1  | 3-0  |
| Crystal Palace    | 0-2  | 3-1  | 2-0  | 1-1  | 1-1  | 1-2  | –––– | 0-0  | 0-3  | 2-1  | 2-1  | 0-0  | 0-1  | 1-1  | 0-0  | 1-1  | 1-0  | 0-4  | 4-3  | 2-1  |
| Everton           | 1-0  | 0-2  | 1-0  | 1-0  | 1-4  | 0-1  | 3-0  | –––– | 1-3  | 1-0  | 0-2  | 0-0  | 0-3  | 1-2  | 1-4  | 1-1  | 1-2  | 1-1  | 1-0  | 1-2  |
| Fulham            | 0-3  | 3-0  | 2-2  | 3-2  | 2-1  | 2-1  | 2-2  | 0-0  | –––– | 2-1  | 5-3  | 2-2  | 1-2  | 1-2  | 1-4  | 2-0  | 2-1  | 0-1  | 0-1  | 1-1  |
| Leeds             | 0-1  | 0-0  | 4-3  | 0-0  | 2-2  | 3-0  | 1-5  | 1-1  | 2-3  | –––– | 1-1  | 1-6  | 1-3  | 0-2  | 2-2  | 2-1  | 1-0  | 1-4  | 2-2  | 2-1  |
| Leicester City    | 0-1  | 1-2  | 0-1  | 2-2  | 2-2  | 1-3  | 0-0  | 2-2  | 0-1  | 2-0  | –––– | 0-3  | 0-1  | 0-1  | 0-3  | 4-0  | 1-2  | 4-1  | 2-1  | 2-1  |
| Liverpool         | 2-2  | 1-1  | 9-0  | 1-0  | 3-3  | 0-0  | 1-1  | 2-0  | 1-0  | 1-2  | 2-1  | –––– | 1-0  | 7-0  | 2-1  | 3-2  | 3-1  | 4-3  | 1-0  | 2-0  |
| Manchester City   | 4-1  | 3-1  | 4-0  | 1-2  | 3-1  | 1-0  | 4-2  | 1-1  | 2-1  | 2-1  | 3-1  | 4-1  | –––– | 6-3  | 2-0  | 6-0  | 4-0  | 4-2  | 3-0  | 3-0  |
| Manchester Utd    | 3-1  | 1-0  | 3-0  | 1-0  | 1-2  | 4-1  | 2-1  | 2-0  | 2-1  | 2-2  | 3-0  | 2-1  | 2-1  | –––– | 0-0  | 3-0  | 0-0  | 2-0  | 1-0  | 2-0  |
| Newcastle Utd     | 0-2  | 4-0  | 1-1  | 5-1  | 4-1  | 1-0  | 0-0  | 1-0  | 1-0  | 0-0  | 0-0  | 0-2  | 3-3  | 2-0  | –––– | 2-0  | 3-1  | 6-1  | 1-1  | 2-1  |
| Nottingham Forest | 1-0  | 1-1  | 2-3  | 2-2  | 3-1  | 1-1  | 1-0  | 2-2  | 2-3  | 1-0  | 2-0  | 1-0  | 1-1  | 0-2  | 1-2  | –––– | 4-3  | 0-2  | 1-0  | 1-1  |
| Southampton       | 1-1  | 0-1  | 0-1  | 0-2  | 1-3  | 2-1  | 0-2  | 1-2  | 0-2  | 2-2  | 1-0  | 4-4  | 1-4  | 0-1  | 1-4  | 0-1  | –––– | 3-3  | 1-1  | 1-2  |
| Tottenham         | 0-2  | 0-2  | 2-3  | 1-3  | 2-1  | 2-0  | 1-0  | 2-0  | 2-1  | 4-3  | 6-2  | 1-2  | 1-0  | 2-2  | 1-2  | 3-1  | 4-1  | –––– | 2-0  | 1-0  |
| West Ham          | 2-2  | 1-1  | 2-0  | 0-2  | 0-2  | 1-1  | 1-2  | 2-0  | 3-1  | 3-1  | 0-2  | 1-2  | 0-2  | 1-0  | 1-5  | 4-0  | 1-0  | 1-1  | –––– | 2-0  |
| Wolverhampton     | 0-2  | 1-0  | 0-1  | 2-0  | 2-3  | 1-0  | 2-0  | 1-1  | 0-0  | 2-4  | 0-4  | 3-0  | 0-3  | 0-1  | 1-1  | 1-0  | 1-0  | 1-0  | 1-0  | –––– |

### Calendario
Il calendario è stato sorteggiato il 16 giugno 2022.

#### Girone di andata
|        | 1ª giornata                 |     |
|        |                             |     |
| 5 ago. | Crystal Palace-Arsenal      | 0-2 |
| 6 ago. | Fulham-Liverpool            | 2-2 |
| 6 ago. | Bournemouth-Aston Villa     | 2-0 |
| 6 ago. | Newcastle-Nottingham Forest | 2-0 |
| 6 ago. | Leeds-Wolverhampton         | 2-1 |
| 6 ago. | Tottenham-Southampton       | 4-1 |
| 6 ago. | Everton-Chelsea             | 0-1 |
| 7 ago. | Leicester City-Brentford    | 2-2 |
| 7 ago. | Manchester Utd-Brighton     | 1-2 |
| 7 ago. | West Ham-Manchester City    | 0-2 |

|         | 2ª giornata                 |     |
|         |                             |     |
| 13 ago. | Aston Villa-Everton         | 2-1 |
| 13 ago. | Southampton-Leeds           | 2-2 |
| 13 ago. | Arsenal-Leicester           | 4-2 |
| 13 ago. | Brighton-Newcastle          | 0-0 |
| 13 ago. | Manchester City-Bournemouth | 4-0 |
| 13 ago. | Wolverhampton-Fulham        | 0-0 |
| 13 ago. | Brentford-Manchester Utd    | 4-0 |
| 14 ago. | Nottingham Forest-West Ham  | 1-0 |
| 14 ago. | Chelsea-Tottenham           | 2-2 |
| 14 ago. | Liverpool-Crystal Palace    | 1-1 |

|        | 1ª giornata                 |     |
|        |                             |     |
| 5 ago. | Crystal Palace-Arsenal      | 0-2 |
| 6 ago. | Fulham-Liverpool            | 2-2 |
| 6 ago. | Bournemouth-Aston Villa     | 2-0 |
| 6 ago. | Newcastle-Nottingham Forest | 2-0 |
| 6 ago. | Leeds-Wolverhampton         | 2-1 |
| 6 ago. | Tottenham-Southampton       | 4-1 |
| 6 ago. | Everton-Chelsea             | 0-1 |
| 7 ago. | Leicester City-Brentford    | 2-2 |
| 7 ago. | Manchester Utd-Brighton     | 1-2 |
| 7 ago. | West Ham-Manchester City    | 0-2 |

|         | 2ª giornata                 |     |
|         |                             |     |
| 13 ago. | Aston Villa-Everton         | 2-1 |
| 13 ago. | Southampton-Leeds           | 2-2 |
| 13 ago. | Arsenal-Leicester           | 4-2 |
| 13 ago. | Brighton-Newcastle          | 0-0 |
| 13 ago. | Manchester City-Bournemouth | 4-0 |
| 13 ago. | Wolverhampton-Fulham        | 0-0 |
| 13 ago. | Brentford-Manchester Utd    | 4-0 |
| 14 ago. | Nottingham Forest-West Ham  | 1-0 |
| 14 ago. | Chelsea-Tottenham           | 2-2 |
| 14 ago. | Liverpool-Crystal Palace    | 1-1 |

|         | 3ª giornata                |     |
|         |                            |     |
| 20 ago. | Tottenham-Wolverhampton    | 1-0 |
| 20 ago. | Crystal Palace-Aston Villa | 3-1 |
| 20 ago. | Everton-Nottingham Forest  | 1-1 |
| 20 ago. | Fulham-Brentford           | 3-2 |
| 20 ago. | Leicester-Southampton      | 1-2 |
| 20 ago. | Bournemouth-Arsenal        | 0-3 |
| 21 ago. | West Ham-Brighton          | 0-2 |
| 21 ago. | Leeds Utd-Chelsea          | 3-0 |
| 21 ago. | Newcastle-Manchester City  | 3-3 |
| 22 ago. | Manchester Utd-Liverpool   | 2-1 |

|         | 4ª giornata                    |     |
|         |                                |     |
| 27 ago. | Southampton-Manchester Utd     | 0-1 |
| 27 ago. | Liverpool-Bournemouth          | 9-0 |
| 27 ago. | Chelsea-Leicester              | 2-1 |
| 27 ago. | Manchester City-Crystal Palace | 4-2 |
| 27 ago. | Brentford-Everton              | 1-1 |
| 27 ago. | Brighton-Leeds Utd             | 1-0 |
| 27 ago. | Arsenal-Fulham                 | 2-1 |
| 28 ago. | Aston Villa-West Ham           | 0-1 |
| 28 ago. | Wolverhampton-Newcastle        | 1-1 |
| 28 ago. | Nottingham Forest-Tottenham    | 0-2 |

|         | 3ª giornata                |     |
|         |                            |     |
| 20 ago. | Tottenham-Wolverhampton    | 1-0 |
| 20 ago. | Crystal Palace-Aston Villa | 3-1 |
| 20 ago. | Everton-Nottingham Forest  | 1-1 |
| 20 ago. | Fulham-Brentford           | 3-2 |
| 20 ago. | Leicester-Southampton      | 1-2 |
| 20 ago. | Bournemouth-Arsenal        | 0-3 |
| 21 ago. | West Ham-Brighton          | 0-2 |
| 21 ago. | Leeds Utd-Chelsea          | 3-0 |
| 21 ago. | Newcastle-Manchester City  | 3-3 |
| 22 ago. | Manchester Utd-Liverpool   | 2-1 |

|         | 4ª giornata                    |     |
|         |                                |     |
| 27 ago. | Southampton-Manchester Utd     | 0-1 |
| 27 ago. | Liverpool-Bournemouth          | 9-0 |
| 27 ago. | Chelsea-Leicester              | 2-1 |
| 27 ago. | Manchester City-Crystal Palace | 4-2 |
| 27 ago. | Brentford-Everton              | 1-1 |
| 27 ago. | Brighton-Leeds Utd             | 1-0 |
| 27 ago. | Arsenal-Fulham                 | 2-1 |
| 28 ago. | Aston Villa-West Ham           | 0-1 |
| 28 ago. | Wolverhampton-Newcastle        | 1-1 |
| 28 ago. | Nottingham Forest-Tottenham    | 0-2 |

|         | 5ª giornata                       |     |
|         |                                   |     |
| 30 ago. | Fulham-Brighton                   | 2-1 |
| 30 ago. | Crystal Palace-Brentford          | 1-1 |
| 30 ago. | Southampton-Chelsea               | 2-1 |
| 30 ago. | Leeds Utd-Everton                 | 1-1 |
| 31 ago. | Arsenal-Aston Villa               | 2-1 |
| 31 ago. | Manchester City-Nottingham Forest | 6-0 |
| 31 ago. | Bournemouth-Wolverhampton         | 0-0 |
| 31 ago. | West Ham-Tottenham                | 1-1 |
| 31 ago. | Liverpool-Newcastle               | 2-1 |
| 1º set. | Leicester-Manchester United       | 0-1 |

|        | 6ª giornata                   |     |
|        |                               |     |
| 3 set. | Everton-Liverpool             | 0-0 |
| 3 set. | Brentford-Leeds Utd           | 5-2 |
| 3 set. | Wolverhampton-Southampton     | 1-0 |
| 3 set. | Nottingham Forest-Bournemouth | 2-3 |
| 3 set. | Newcastle-Crystal Palace      | 0-0 |
| 3 set. | Tottenham-Fulham              | 2-1 |
| 3 set. | Aston Villa-Manchester City   | 1-1 |
| 3 set. | Chelsea-West Ham              | 2-1 |
| 4 set. | Brighton-Leicester            | 5-2 |
| 4 set. | Manchester United-Arsenal     | 3-1 |

|         | 5ª giornata                       |     |
|         |                                   |     |
| 30 ago. | Fulham-Brighton                   | 2-1 |
| 30 ago. | Crystal Palace-Brentford          | 1-1 |
| 30 ago. | Southampton-Chelsea               | 2-1 |
| 30 ago. | Leeds Utd-Everton                 | 1-1 |
| 31 ago. | Arsenal-Aston Villa               | 2-1 |
| 31 ago. | Manchester City-Nottingham Forest | 6-0 |
| 31 ago. | Bournemouth-Wolverhampton         | 0-0 |
| 31 ago. | West Ham-Tottenham                | 1-1 |
| 31 ago. | Liverpool-Newcastle               | 2-1 |
| 1º set. | Leicester-Manchester United       | 0-1 |

|        | 6ª giornata                   |     |
|        |                               |     |
| 3 set. | Everton-Liverpool             | 0-0 |
| 3 set. | Brentford-Leeds Utd           | 5-2 |
| 3 set. | Wolverhampton-Southampton     | 1-0 |
| 3 set. | Nottingham Forest-Bournemouth | 2-3 |
| 3 set. | Newcastle-Crystal Palace      | 0-0 |
| 3 set. | Tottenham-Fulham              | 2-1 |
| 3 set. | Aston Villa-Manchester City   | 1-1 |
| 3 set. | Chelsea-West Ham              | 2-1 |
| 4 set. | Brighton-Leicester            | 5-2 |
| 4 set. | Manchester United-Arsenal     | 3-1 |

|         | 7ª giornata                      |     |
|         |                                  |     |
| 12 gen. | Fulham-Chelsea                   | 2-1 |
| 18 gen. | Crystal Palace-Manchester United | 1-1 |
| 19 gen. | Manchester City-Tottenham        | 4-2 |
| 1 mar.  | Arsenal-Everton                  | 4-0 |
| 1 mar.  | Liverpool-Wolverhampton          | 2-0 |
| 15 mar. | Southampton-Brentford            | 0-2 |
| 4 apr.  | Bournemouth-Brighton             | 0-2 |
| 4 apr.  | Leicester-Aston Villa            | 1-2 |
| 4 apr.  | Leeds Utd-Nottingham Forest      | 2-1 |
| 5 apr.  | West Ham-Newcastle               | 1-5 |

|         | 8ª giornata                   |     |
|         |                               |     |
| 16 set. | Nottingham Forest-Fulham      | 2-3 |
| 16 set. | Aston Villa-Southampton       | 1-0 |
| 17 set. | Wolverhampton-Manchester City | 0-3 |
| 17 set. | Newcastle-Bournemouth         | 1-1 |
| 17 set. | Tottenham-Leicester           | 6-2 |
| 18 set. | Brentford-Arsenal             | 0-3 |
| 18 set. | Everton-West Ham              | 1-0 |
| 8 feb.  | Manchester United-Leeds Utd   | 2-2 |
| 15 mar. | Brighton-Crystal Palace       | 1-0 |
| 4 apr.  | Chelsea-Liverpool             | 0-0 |

|         | 7ª giornata                      |     |
|         |                                  |     |
| 12 gen. | Fulham-Chelsea                   | 2-1 |
| 18 gen. | Crystal Palace-Manchester United | 1-1 |
| 19 gen. | Manchester City-Tottenham        | 4-2 |
| 1 mar.  | Arsenal-Everton                  | 4-0 |
| 1 mar.  | Liverpool-Wolverhampton          | 2-0 |
| 15 mar. | Southampton-Brentford            | 0-2 |
| 4 apr.  | Bournemouth-Brighton             | 0-2 |
| 4 apr.  | Leicester-Aston Villa            | 1-2 |
| 4 apr.  | Leeds Utd-Nottingham Forest      | 2-1 |
| 5 apr.  | West Ham-Newcastle               | 1-5 |

|         | 8ª giornata                   |     |
|         |                               |     |
| 16 set. | Nottingham Forest-Fulham      | 2-3 |
| 16 set. | Aston Villa-Southampton       | 1-0 |
| 17 set. | Wolverhampton-Manchester City | 0-3 |
| 17 set. | Newcastle-Bournemouth         | 1-1 |
| 17 set. | Tottenham-Leicester           | 6-2 |
| 18 set. | Brentford-Arsenal             | 0-3 |
| 18 set. | Everton-West Ham              | 1-0 |
| 8 feb.  | Manchester United-Leeds Utd   | 2-2 |
| 15 mar. | Brighton-Crystal Palace       | 1-0 |
| 4 apr.  | Chelsea-Liverpool             | 0-0 |

|         | 9ª giornata                       |     |
|         |                                   |     |
| 1º ott. | Arsenal-Tottenham                 | 3-1 |
| 1º ott. | Crystal Palace-Chelsea            | 1-2 |
| 1º ott. | Southampton-Everton               | 1-2 |
| 1º ott. | Liverpool-Brighton                | 3-3 |
| 1º ott. | Bournemouth-Brentford             | 0-0 |
| 1º ott. | Fulham-Newcastle                  | 1-4 |
| 1º ott. | West Ham-Wolverhampton            | 2-0 |
| 2 ott.  | Manchester City-Manchester United | 6-3 |
| 2 ott.  | Leeds Utd-Aston Villa             | 0-0 |
| 3 ott.  | Leicester-Nottingham Forest       | 4-0 |

|         | 10ª giornata                  |     |
|         |                               |     |
| 8 ott.  | Bournemouth-Leicester         | 2-1 |
| 8 ott.  | West Ham-Fulham               | 3-1 |
| 8 ott.  | Newcastle-Brentford           | 5-1 |
| 8 ott.  | Manchester City-Southampton   | 4-0 |
| 8 ott.  | Chelsea-Wolverhampton         | 3-0 |
| 8 ott.  | Brighton-Tottenham            | 0-1 |
| 9 ott.  | Crystal Palace-Leeds Utd      | 2-1 |
| 9 ott.  | Arsenal-Liverpool             | 3-2 |
| 9 ott.  | Everton-Manchester United     | 1-2 |
| 10 ott. | Nottingham Forest-Aston Villa | 1-1 |

|         | 9ª giornata                       |     |
|         |                                   |     |
| 1º ott. | Arsenal-Tottenham                 | 3-1 |
| 1º ott. | Crystal Palace-Chelsea            | 1-2 |
| 1º ott. | Southampton-Everton               | 1-2 |
| 1º ott. | Liverpool-Brighton                | 3-3 |
| 1º ott. | Bournemouth-Brentford             | 0-0 |
| 1º ott. | Fulham-Newcastle                  | 1-4 |
| 1º ott. | West Ham-Wolverhampton            | 2-0 |
| 2 ott.  | Manchester City-Manchester United | 6-3 |
| 2 ott.  | Leeds Utd-Aston Villa             | 0-0 |
| 3 ott.  | Leicester-Nottingham Forest       | 4-0 |

|         | 10ª giornata                  |     |
|         |                               |     |
| 8 ott.  | Bournemouth-Leicester         | 2-1 |
| 8 ott.  | West Ham-Fulham               | 3-1 |
| 8 ott.  | Newcastle-Brentford           | 5-1 |
| 8 ott.  | Manchester City-Southampton   | 4-0 |
| 8 ott.  | Chelsea-Wolverhampton         | 3-0 |
| 8 ott.  | Brighton-Tottenham            | 0-1 |
| 9 ott.  | Crystal Palace-Leeds Utd      | 2-1 |
| 9 ott.  | Arsenal-Liverpool             | 3-2 |
| 9 ott.  | Everton-Manchester United     | 1-2 |
| 10 ott. | Nottingham Forest-Aston Villa | 1-1 |

|         | 11ª giornata                    |     |
|         |                                 |     |
| 14 ott. | Brentford-Brighton              | 2-0 |
| 15 ott. | Leicester-Crystal Palace        | 0-0 |
| 15 ott. | Fulham-Bournemouth              | 2-2 |
| 15 ott. | Wolverhampton-Nottingham Forest | 1-0 |
| 15 ott. | Tottenham-Everton               | 2-0 |
| 16 ott. | West Ham-Southampton            | 1-1 |
| 16 ott. | Aston Villa-Chelsea             | 0-2 |
| 16 ott. | Manchester United-Newcastle     | 0-0 |
| 16 ott. | Leeds Utd-Arsenal               | 0-1 |
| 16 ott. | Liverpool-Manchester City       | 1-0 |

|         | 12ª giornata                 |     |
|         |                              |     |
| 18 ott. | Crystal Palace-Wolverhampton | 2-1 |
| 18 ott. | Brighton-Nottingham Forest   | 0-0 |
| 18 ott. | Bournemouth-Southampton      | 0-1 |
| 19 ott. | Newcastle-Everton            | 1-0 |
| 19 ott. | Liverpool-West Ham           | 1-0 |
| 19 ott. | Manchester United-Tottenham  | 2-0 |
| 19 ott. | Brentford-Chelsea            | 0-0 |
| 20 ott. | Leicester-Leeds Utd          | 2-0 |
| 20 ott. | Fulham-Aston Villa           | 3-0 |
| 15 feb. | Arsenal-Manchester City      | 1-3 |

|         | 11ª giornata                    |     |
|         |                                 |     |
| 14 ott. | Brentford-Brighton              | 2-0 |
| 15 ott. | Leicester-Crystal Palace        | 0-0 |
| 15 ott. | Fulham-Bournemouth              | 2-2 |
| 15 ott. | Wolverhampton-Nottingham Forest | 1-0 |
| 15 ott. | Tottenham-Everton               | 2-0 |
| 16 ott. | West Ham-Southampton            | 1-1 |
| 16 ott. | Aston Villa-Chelsea             | 0-2 |
| 16 ott. | Manchester United-Newcastle     | 0-0 |
| 16 ott. | Leeds Utd-Arsenal               | 0-1 |
| 16 ott. | Liverpool-Manchester City       | 1-0 |

|         | 12ª giornata                 |     |
|         |                              |     |
| 18 ott. | Crystal Palace-Wolverhampton | 2-1 |
| 18 ott. | Brighton-Nottingham Forest   | 0-0 |
| 18 ott. | Bournemouth-Southampton      | 0-1 |
| 19 ott. | Newcastle-Everton            | 1-0 |
| 19 ott. | Liverpool-West Ham           | 1-0 |
| 19 ott. | Manchester United-Tottenham  | 2-0 |
| 19 ott. | Brentford-Chelsea            | 0-0 |
| 20 ott. | Leicester-Leeds Utd          | 2-0 |
| 20 ott. | Fulham-Aston Villa           | 3-0 |
| 15 feb. | Arsenal-Manchester City      | 1-3 |

|         | 13ª giornata                |     |
|         |                             |     |
| 22 ott. | Nottingham Forest-Liverpool | 1-0 |
| 22 ott. | Everton-Crystal Palace      | 3-0 |
| 22 ott. | Manchester City-Brighton    | 3-1 |
| 22 ott. | Chelsea-Manchester United   | 1-1 |
| 23 ott. | Wolverhampton-Leicester     | 0-4 |
| 23 ott. | Southampton-Arsenal         | 1-1 |
| 23 ott. | Aston Villa-Brentford       | 4-0 |
| 23 ott. | Leeds Utd-Fulham            | 2-3 |
| 23 ott. | Tottenham-Newcastle         | 1-2 |
| 24 ott. | West Ham-Bournemouth        | 2-0 |

|         | 14ª giornata               |     |
|         |                            |     |
| 29 ott. | Leicester-Manchester City  | 0-1 |
| 29 ott. | Newcastle-Aston Villa      | 4-0 |
| 29 ott. | Brighton-Chelsea           | 4-1 |
| 29 ott. | Bournemouth-Tottenham      | 2-3 |
| 29 ott. | Brentford-Wolverhampton    | 1-1 |
| 29 ott. | Crystal Palace-Southampton | 1-0 |
| 29 ott. | Fulham-Everton             | 0-0 |
| 29 ott. | Liverpool-Leeds Utd        | 1-2 |
| 30 ott. | Arsenal-Nottingham Forest  | 5-0 |
| 30 ott. | Manchester United-West Ham | 1-0 |

|         | 13ª giornata                |     |
|         |                             |     |
| 22 ott. | Nottingham Forest-Liverpool | 1-0 |
| 22 ott. | Everton-Crystal Palace      | 3-0 |
| 22 ott. | Manchester City-Brighton    | 3-1 |
| 22 ott. | Chelsea-Manchester United   | 1-1 |
| 23 ott. | Wolverhampton-Leicester     | 0-4 |
| 23 ott. | Southampton-Arsenal         | 1-1 |
| 23 ott. | Aston Villa-Brentford       | 4-0 |
| 23 ott. | Leeds Utd-Fulham            | 2-3 |
| 23 ott. | Tottenham-Newcastle         | 1-2 |
| 24 ott. | West Ham-Bournemouth        | 2-0 |

|         | 14ª giornata               |     |
|         |                            |     |
| 29 ott. | Leicester-Manchester City  | 0-1 |
| 29 ott. | Newcastle-Aston Villa      | 4-0 |
| 29 ott. | Brighton-Chelsea           | 4-1 |
| 29 ott. | Bournemouth-Tottenham      | 2-3 |
| 29 ott. | Brentford-Wolverhampton    | 1-1 |
| 29 ott. | Crystal Palace-Southampton | 1-0 |
| 29 ott. | Fulham-Everton             | 0-0 |
| 29 ott. | Liverpool-Leeds Utd        | 1-2 |
| 30 ott. | Arsenal-Nottingham Forest  | 5-0 |
| 30 ott. | Manchester United-West Ham | 1-0 |

|        | 15ª giornata                  |     |
|        |                               |     |
| 5 nov. | Wolverhampton-Brighton        | 2-3 |
| 5 nov. | Leeds Utd-Bournemouth         | 4-3 |
| 5 nov. | Manchester City-Fulham        | 2-1 |
| 5 nov. | Nottingham Forest-Brentford   | 2-2 |
| 5 nov. | Everton-Leicester             | 0-2 |
| 6 nov. | Chelsea-Arsenal               | 0-1 |
| 6 nov. | Southampton-Newcastle         | 1-4 |
| 6 nov. | West Ham-Crystal Palace       | 1-2 |
| 6 nov. | Aston Villa-Manchester United | 3-1 |
| 6 nov. | Tottenham-Liverpool           | 1-2 |

|         | 16ª giornata                     |     |
|         |                                  |     |
| 12 nov. | Manchester City-Brentford        | 1-2 |
| 12 nov. | Nottingham Forest-Crystal Palace | 1-0 |
| 12 nov. | Bournemouth-Everton              | 3-0 |
| 12 nov. | Tottenham-Leeds Utd              | 4-3 |
| 12 nov. | West Ham-Leicester               | 0-2 |
| 12 nov. | Liverpool-Southampton            | 3-1 |
| 12 nov. | Newcastle-Chelsea                | 1-0 |
| 12 nov. | Wolverhampton-Arsenal            | 0-2 |
| 13 nov. | Brighton-Aston Villa             | 1-2 |
| 13 nov. | Fulham-Manchester United         | 1-2 |

|        | 15ª giornata                  |     |
|        |                               |     |
| 5 nov. | Wolverhampton-Brighton        | 2-3 |
| 5 nov. | Leeds Utd-Bournemouth         | 4-3 |
| 5 nov. | Manchester City-Fulham        | 2-1 |
| 5 nov. | Nottingham Forest-Brentford   | 2-2 |
| 5 nov. | Everton-Leicester             | 0-2 |
| 6 nov. | Chelsea-Arsenal               | 0-1 |
| 6 nov. | Southampton-Newcastle         | 1-4 |
| 6 nov. | West Ham-Crystal Palace       | 1-2 |
| 6 nov. | Aston Villa-Manchester United | 3-1 |
| 6 nov. | Tottenham-Liverpool           | 1-2 |

|         | 16ª giornata                     |     |
|         |                                  |     |
| 12 nov. | Manchester City-Brentford        | 1-2 |
| 12 nov. | Nottingham Forest-Crystal Palace | 1-0 |
| 12 nov. | Bournemouth-Everton              | 3-0 |
| 12 nov. | Tottenham-Leeds Utd              | 4-3 |
| 12 nov. | West Ham-Leicester               | 0-2 |
| 12 nov. | Liverpool-Southampton            | 3-1 |
| 12 nov. | Newcastle-Chelsea                | 1-0 |
| 12 nov. | Wolverhampton-Arsenal            | 0-2 |
| 13 nov. | Brighton-Aston Villa             | 1-2 |
| 13 nov. | Fulham-Manchester United         | 1-2 |

|         | 17ª giornata                        |     |
|         |                                     |     |
| 26 dic. | Brentford-Tottenham                 | 2-2 |
| 26 dic. | Everton-Wolverhampton               | 1-2 |
| 26 dic. | Crystal Palace-Fulham               | 0-3 |
| 26 dic. | Southampton-Brighton                | 1-3 |
| 26 dic. | Leicester-Newcastle                 | 0-3 |
| 26 dic. | Aston Villa-Liverpool               | 1-3 |
| 26 dic. | Arsenal-West Ham                    | 3-1 |
| 27 dic. | Chelsea-Bournemouth                 | 2-0 |
| 27 dic. | Manchester United-Nottingham Forest | 3-0 |
| 28 dic. | Leeds Utd-Manchester City           | 1-3 |

|         | 18ª giornata                    |     |
|         |                                 |     |
| 30 dic. | West Ham-Brentford              | 0-2 |
| 30 dic. | Liverpool-Leicester             | 2-1 |
| 31 dic. | Wolverhampton-Manchester United | 0-1 |
| 31 dic. | Fulham-Southampton              | 2-1 |
| 31 dic. | Bournemouth-Crystal Palace      | 0-2 |
| 31 dic. | Newcastle-Leeds Utd             | 0-0 |
| 31 dic. | Manchester City-Everton         | 1-1 |
| 31 dic. | Brighton-Arsenal                | 2-4 |
| 1° gen. | Tottenham-Aston Villa           | 0-2 |
| 1° gen. | Nottingham Forest-Chelsea       | 1-1 |

|         | 17ª giornata                        |     |
|         |                                     |     |
| 26 dic. | Brentford-Tottenham                 | 2-2 |
| 26 dic. | Everton-Wolverhampton               | 1-2 |
| 26 dic. | Crystal Palace-Fulham               | 0-3 |
| 26 dic. | Southampton-Brighton                | 1-3 |
| 26 dic. | Leicester-Newcastle                 | 0-3 |
| 26 dic. | Aston Villa-Liverpool               | 1-3 |
| 26 dic. | Arsenal-West Ham                    | 3-1 |
| 27 dic. | Chelsea-Bournemouth                 | 2-0 |
| 27 dic. | Manchester United-Nottingham Forest | 3-0 |
| 28 dic. | Leeds Utd-Manchester City           | 1-3 |

|         | 18ª giornata                    |     |
|         |                                 |     |
| 30 dic. | West Ham-Brentford              | 0-2 |
| 30 dic. | Liverpool-Leicester             | 2-1 |
| 31 dic. | Wolverhampton-Manchester United | 0-1 |
| 31 dic. | Fulham-Southampton              | 2-1 |
| 31 dic. | Bournemouth-Crystal Palace      | 0-2 |
| 31 dic. | Newcastle-Leeds Utd             | 0-0 |
| 31 dic. | Manchester City-Everton         | 1-1 |
| 31 dic. | Brighton-Arsenal                | 2-4 |
| 1° gen. | Tottenham-Aston Villa           | 0-2 |
| 1° gen. | Nottingham Forest-Chelsea       | 1-1 |

| \| \| 19ª giornata \| \| \| \| \| \| \| 2 gen. \| Brentford-Liverpool \| 3-1 \| \| 3 gen. \| Arsenal-Newcastle \| 0-0 \| \| 3 gen. \| Leicester-Fulham \| 0-1 \| \| 3 gen. \| Everton-Brighton \| 1-4 \| \| 3 gen. \| Manchester United-Bournemouth \| 3-0 \| \| 4 gen. \| Southampton-Nottingham Forest \| 0-1 \| \| 4 gen. \| Leeds Utd-West Ham \| 2-2 \| \| 4 gen. \| Aston Villa-Wolverhampton \| 1-1 \| \| 4 gen. \| Crystal Palace-Tottenham \| 0-4 \| \| 5 gen. \| Chelsea-Manchester City \| 0-1 \| |                               |     |
| | 19ª giornata                  |     |
| |                               |     |
| 2 gen. | Brentford-Liverpool           | 3-1 |
| 3 gen. | Arsenal-Newcastle             | 0-0 |
| 3 gen. | Leicester-Fulham              | 0-1 |
| 3 gen. | Everton-Brighton              | 1-4 |
| 3 gen. | Manchester United-Bournemouth | 3-0 |
| 4 gen. | Southampton-Nottingham Forest | 0-1 |
| 4 gen. | Leeds Utd-West Ham            | 2-2 |
| 4 gen. | Aston Villa-Wolverhampton     | 1-1 |
| 4 gen. | Crystal Palace-Tottenham      | 0-4 |
| 5 gen. | Chelsea-Manchester City       | 0-1 |

|        | 19ª giornata                  |     |
|        |                               |     |
| 2 gen. | Brentford-Liverpool           | 3-1 |
| 3 gen. | Arsenal-Newcastle             | 0-0 |
| 3 gen. | Leicester-Fulham              | 0-1 |
| 3 gen. | Everton-Brighton              | 1-4 |
| 3 gen. | Manchester United-Bournemouth | 3-0 |
| 4 gen. | Southampton-Nottingham Forest | 0-1 |
| 4 gen. | Leeds Utd-West Ham            | 2-2 |
| 4 gen. | Aston Villa-Wolverhampton     | 1-1 |
| 4 gen. | Crystal Palace-Tottenham      | 0-4 |
| 5 gen. | Chelsea-Manchester City       | 0-1 |

#### Girone di ritorno
|         | 20ª giornata                      |     |
|         |                                   |     |
| 13 gen. | Aston Villa-Leeds Utd             | 2-1 |
| 14 gen. | Manchester United-Manchester City | 2-1 |
| 14 gen. | Everton-Southampton               | 1-2 |
| 14 gen. | Nottingham Forest-Leicester       | 2-0 |
| 14 gen. | Brighton-Liverpool                | 3-0 |
| 14 gen. | Wolverhampton-West Ham            | 1-0 |
| 14 gen. | Brentford-Bournemouth             | 2-0 |
| 15 gen. | Newcastle-Fulham                  | 1-0 |
| 15 gen. | Chelsea-Crystal Palace            | 1-0 |
| 15 gen. | Tottenham-Arsenal                 | 0-2 |

|         | 21ª giornata                  |     |
|         |                               |     |
| 21 gen. | Liverpool-Chelsea             | 0-0 |
| 21 gen. | Bournemouth-Nottingham Forest | 1-1 |
| 21 gen. | Leicester-Brighton            | 2-2 |
| 21 gen. | West Ham-Everton              | 2-0 |
| 21 gen. | Southampton-Aston Villa       | 0-1 |
| 21 gen. | Crystal Palace-Newcastle      | 0-0 |
| 22 gen. | Leeds Utd-Brentford           | 0-0 |
| 22 gen. | Manchester City-Wolverhampton | 3-0 |
| 22 gen. | Arsenal-Manchester United     | 3-2 |
| 23 gen. | Fulham-Tottenham              | 0-1 |

|         | 20ª giornata                      |     |
|         |                                   |     |
| 13 gen. | Aston Villa-Leeds Utd             | 2-1 |
| 14 gen. | Manchester United-Manchester City | 2-1 |
| 14 gen. | Everton-Southampton               | 1-2 |
| 14 gen. | Nottingham Forest-Leicester       | 2-0 |
| 14 gen. | Brighton-Liverpool                | 3-0 |
| 14 gen. | Wolverhampton-West Ham            | 1-0 |
| 14 gen. | Brentford-Bournemouth             | 2-0 |
| 15 gen. | Newcastle-Fulham                  | 1-0 |
| 15 gen. | Chelsea-Crystal Palace            | 1-0 |
| 15 gen. | Tottenham-Arsenal                 | 0-2 |

|         | 21ª giornata                  |     |
|         |                               |     |
| 21 gen. | Liverpool-Chelsea             | 0-0 |
| 21 gen. | Bournemouth-Nottingham Forest | 1-1 |
| 21 gen. | Leicester-Brighton            | 2-2 |
| 21 gen. | West Ham-Everton              | 2-0 |
| 21 gen. | Southampton-Aston Villa       | 0-1 |
| 21 gen. | Crystal Palace-Newcastle      | 0-0 |
| 22 gen. | Leeds Utd-Brentford           | 0-0 |
| 22 gen. | Manchester City-Wolverhampton | 3-0 |
| 22 gen. | Arsenal-Manchester United     | 3-2 |
| 23 gen. | Fulham-Tottenham              | 0-1 |

|        | 22ª giornata                  |     |
|        |                               |     |
| 3 feb. | Chelsea-Fulham                | 0-0 |
| 4 feb. | Everton-Arsenal               | 1-0 |
| 4 feb. | Brighton-Bournemouth          | 1-0 |
| 4 feb. | Manchester Utd-Crystal Palace | 2-1 |
| 4 feb. | Brentford-Southampton         | 3-0 |
| 4 feb. | Wolverhampton-Liverpool       | 3-0 |
| 4 feb. | Aston Villa-Leicester         | 2-4 |
| 4 feb. | Newcastle-West Ham            | 1-1 |
| 5 feb. | Nottingham Forest-Leeds Utd   | 1-0 |
| 5 feb. | Tottenham-Manchester City     | 1-0 |

|         | 23ª giornata                |     |
|         |                             |     |
| 11 feb. | West Ham-Chelsea            | 1-1 |
| 11 feb. | Fulham-Nottingham Forest    | 2-0 |
| 11 feb. | Leicester-Tottenham         | 4-1 |
| 11 feb. | Arsenal-Brentford           | 1-1 |
| 11 feb. | Crystal Palace-Brighton     | 1-1 |
| 11 feb. | Southampton-Wolverhampton   | 1-2 |
| 11 feb. | Bournemouth-Newcastle       | 1-1 |
| 12 feb. | Leeds Utd-Manchester Utd    | 0-2 |
| 12 feb. | Manchester City-Aston Villa | 3-1 |
| 13 feb. | Liverpool-Everton           | 2-0 |

|         | 24ª giornata                      |     |
|         |                                   |     |
| 18 feb. | Aston Villa-Arsenal               | 2-4 |
| 18 feb. | Brentford-Crystal Palace          | 1-1 |
| 18 feb. | Wolverhampton-Bournemouth         | 0-1 |
| 18 feb. | Brighton-Fulham                   | 0-1 |
| 18 feb. | Everton-Leeds Utd                 | 1-0 |
| 18 feb. | Chelsea-Southampton               | 0-1 |
| 18 feb. | Nottingham Forest-Manchester City | 1-1 |
| 18 feb. | Newcastle-Liverpool               | 0-2 |
| 19 feb. | Manchester Utd-Leicester          | 3-0 |
| 19 feb. | Tottenham-West Ham                | 2-0 |

|         | 25ª giornata                |     |
|         |                             |     |
| 24 feb. | Fulham-Wolverhampton        | 1-1 |
| 18 mag. | Newcastle-Brighton          | 4-1 |
| 25 feb. | Everton-Aston Villa         | 0-2 |
| 25 feb. | Leicester-Arsenal           | 0-1 |
| 25 feb. | West Ham-Nottingham Forest  | 4-0 |
| 25 feb. | Leeds Utd-Southampton       | 1-0 |
| 25 feb. | Bournemouth-Manchester City | 1-4 |
| 25 feb. | Crystal Palace-Liverpool    | 0-0 |
| 5 apr.  | Manchester Utd-Brentford    | 1-0 |
| 26 feb. | Tottenham-Chelsea           | 2-0 |

|        | 26ª giornata               |     |
|        |                            |     |
| 4 mar. | Manchester City-Newcastle  | 2-0 |
| 4 mar. | Chelsea-Leeds Utd          | 1-0 |
| 4 mar. | Arsenal-Bournemouth        | 3-2 |
| 4 mar. | Aston Villa-Crystal Palace | 1-0 |
| 4 mar. | Brighton-West Ham          | 4-0 |
| 4 mar. | Wolverhampton-Tottenham    | 1-0 |
| 4 mar. | Southampton-Leicester      | 1-0 |
| 5 mar. | Nottingham Forest-Everton  | 2-2 |
| 5 mar. | Liverpool-Manchester Utd   | 7-0 |
| 6 mar. | Brentford-Fulham           | 3-2 |

|         | 27ª giornata                   |     |
|         |                                |     |
| 11 mar. | Bournemouth-Liverpool          | 1-0 |
| 11 mar. | Leeds-Brighton                 | 2-2 |
| 11 mar. | Manchester Utd-Southampton     | 0-0 |
| 11 mar. | Everton-Brentford              | 1-0 |
| 11 mar. | Leicester-Chelsea              | 1-3 |
| 11 mar. | Tottenham-Nottingham Forest    | 3-1 |
| 11 mar. | Crystal Palace-Manchester City | 0-1 |
| 12 mar. | West Ham-Aston Villa           | 1-1 |
| 12 mar. | Fulham-Arsenal                 | 0-3 |
| 12 mar. | Newcastle-Wolverhampton        | 2-1 |

|         | 28ª giornata                |     |
|         |                             |     |
| 17 mar. | Nottingham Forest-Newcastle | 1-2 |
| 18 mar. | Brentford-Leicester         | 1-1 |
| 18 mar. | Southampton-Tottenham       | 3-3 |
| 18 mar. | Aston Villa-Bournemouth     | 3-0 |
| 18 mar. | Wolverhampton-Leeds         | 2-4 |
| 18 mar. | Chelsea-Everton             | 2-2 |
| 19 mar. | Arsenal-Crystal Palace      | 4-1 |
| 3 mag.  | Liverpool-Fulham            | 1-0 |
| 3 mag.  | Manchester City-West Ham    | 3-0 |
| 4 mag.  | Brighton-Manchester Utd     | 1-0 |

|        | 29ª giornata                    |     |
|        |                                 |     |
| 1 apr. | Manchester City-Liverpool       | 4-1 |
| 1 apr. | Bournemouth-Fulham              | 2-1 |
| 1 apr. | Nottingham Forest-Wolverhampton | 1-1 |
| 1 apr. | Crystal Palace-Leicester        | 2-1 |
| 1 apr. | Arsenal-Leeds                   | 4-1 |
| 1 apr. | Brighton-Brentford              | 3-3 |
| 1 apr. | Chelsea-Aston Villa             | 0-2 |
| 2 apr. | West Ham-Southampton            | 1-0 |
| 2 apr. | Newcastle-Manchester Utd        | 2-0 |
| 3 apr. | Everton-Tottenham               | 1-1 |

|        | 30ª giornata                  |     |
|        |                               |     |
| 8 apr. | Manchester Utd-Everton        | 2-0 |
| 8 apr. | Aston Villa-Nottingham Forest | 2-0 |
| 8 apr. | Brentford-Newcastle           | 1-2 |
| 8 apr. | Fulham-West Ham               | 0-1 |
| 8 apr. | Wolverhampton-Chelsea         | 1-0 |
| 8 apr. | Tottenham-Brighton            | 2-1 |
| 8 apr. | Leicester-Bournemouth         | 0-1 |
| 8 apr. | Southampton-Manchester City   | 1-4 |
| 9 apr. | Leeds-Crystal Palace          | 1-5 |
| 9 apr. | Liverpool-Arsenal             | 2-2 |

|         | 31ª giornata                     |     |
|         |                                  |     |
| 15 apr. | Aston Villa-Newcastle            | 3-0 |
| 15 apr. | Southampton-Crystal Palace       | 0-2 |
| 15 apr. | Everton-Fulham                   | 1-3 |
| 15 apr. | Tottenham-Bournemouth            | 2-3 |
| 15 apr. | Wolverhampton-Brentford          | 2-0 |
| 15 apr. | Chelsea-Brighton                 | 1-2 |
| 15 apr. | Manchester City-Leicester        | 3-1 |
| 16 apr. | Nottingham Forest-Manchester Utd | 0-2 |
| 16 apr. | West Ham-Arsenal                 | 2-2 |
| 17 apr. | Leeds-Liverpool                  | 1-6 |

|         | 32ª giornata                |     |
|         |                             |     |
| 21 apr. | Arsenal-Southampton         | 3-3 |
| 22 apr. | Fulham-Leeds                | 2-1 |
| 22 apr. | Brentford-Aston Villa       | 1-1 |
| 22 apr. | Crystal Palace-Everton      | 0-0 |
| 22 apr. | Leicester-Wolverhampton     | 2-1 |
| 22 apr. | Liverpool-Nottingham Forest | 3-2 |
| 23 apr. | Bournemouth-West Ham        | 0-4 |
| 23 apr. | Newcastle-Tottenham         | 6-1 |
| 24 mag. | Brighton-Manchester City    | 1-1 |
| 25 mag. | Manchester Utd-Chelsea      | 4-1 |

|         | 33ª giornata                 |     |
|         |                              |     |
| 25 apr. | Wolverhampton-Crystal Palace | 2-0 |
| 25 apr. | Aston Villa-Fulham           | 1-0 |
| 25 apr. | Leeds-Leicester              | 1-1 |
| 26 apr. | Nottingham Forest-Brighton   | 3-1 |
| 26 apr. | Chelsea-Brentford            | 0-2 |
| 26 apr. | West Ham-Liverpool           | 1-2 |
| 26 apr. | Manchester City-Arsenal      | 4-1 |
| 27 apr. | Everton-Newcastle            | 1-4 |
| 27 apr. | Tottenham-Manchester Utd     | 2-2 |
| 27 apr. | Southampton-Bournemouth      | 0-1 |

|         | 34ª giornata                |     |
|         |                             |     |
| 29 apr. | Crystal Palace-West Ham     | 4-3 |
| 29 apr. | Brighton-Wolverhampton      | 6-0 |
| 29 apr. | Brentford-Nottingham Forest | 2-1 |
| 30 apr. | Bournemouth-Leeds           | 4-1 |
| 30 apr. | Manchester Utd-Aston Villa  | 1-0 |
| 30 apr. | Fulham-Manchester City      | 1-2 |
| 30 apr. | Newcastle-Southampton       | 3-1 |
| 30 apr. | Liverpool-Tottenham         | 4-3 |
| 1° mag. | Leicester-Everton           | 2-2 |
| 2 mag.  | Arsenal-Chelsea             | 3-1 |

|        | 35ª giornata                  |     |
|        |                               |     |
| 6 mag. | Bournemouth-Chelsea           | 1-3 |
| 6 mag. | Manchester City-Leeds         | 2-1 |
| 6 mag. | Tottenham-Crystal Palace      | 1-0 |
| 6 mag. | Wolverhampton-Aston Villa     | 1-0 |
| 6 mag. | Liverpool-Brentford           | 1-0 |
| 7 mag. | Newcastle-Arsenal             | 0-2 |
| 7 mag. | West Ham-Manchester Utd       | 1-0 |
| 8 mag. | Fulham-Leicester              | 5-3 |
| 8 mag. | Brighton-Everton              | 1-5 |
| 8 mag. | Nottingham Forest-Southampton | 4-3 |

|         | 36ª giornata                 |     |
|         |                              |     |
| 13 mag. | Leeds-Newcastle              | 2-2 |
| 13 mag. | Aston Villa-Tottenham        | 2-1 |
| 13 mag. | Chelsea-Nottingham Forest    | 2-2 |
| 13 mag. | Crystal Palace-Bournemouth   | 2-0 |
| 13 mag. | Manchester Utd-Wolverhampton | 2-0 |
| 13 mag. | Southampton-Fulham           | 0-2 |
| 14 mag. | Brentford-West Ham           | 2-0 |
| 14 mag. | Everton-Manchester City      | 0-3 |
| 14 mag. | Arsenal-Brighton             | 0-3 |
| 15 mag. | Leicester-Liverpool          | 0-3 |

|         | 37ª giornata               |     |
|         |                            |     |
| 20 mag. | Tottenham-Brentford        | 1-3 |
| 20 mag. | Bournemouth-Manchester Utd | 0-1 |
| 20 mag. | Fulham-Crystal Palace      | 2-2 |
| 20 mag. | Liverpool-Aston Villa      | 1-1 |
| 20 mag. | Wolverhampton-Everton      | 1-1 |
| 20 mag. | Nottingham Forest-Arsenal  | 1-0 |
| 21 mag. | West Ham-Leeds             | 3-1 |
| 21 mag. | Brighton-Southampton       | 3-1 |
| 21 mag. | Manchester City-Chelsea    | 1-0 |
| 22 mag. | Newcastle-Leicester        | 0-0 |

| \| \| 38ª giornata \| \| \| \| \| \| \| 28 mag. \| Aston Villa-Brighton \| 2-1 \| \| 28 mag. \| Everton-Bournemouth \| 1-0 \| \| 28 mag. \| Leeds-Tottenham \| 1-4 \| \| 28 mag. \| Brentford-Manchester City \| 1-0 \| \| 28 mag. \| Manchester United-Fulham \| 2-1 \| \| 28 mag. \| Chelsea-Newcastle \| 1-1 \| \| 28 mag. \| Leicester-West Ham \| 2-1 \| \| 28 mag. \| Arsenal-Wolverhampton \| 5-0 \| \| 28 mag. \| Southampton-Liverpool \| 4-4 \| \| 28 mag. \| Crystal Palace-Nottingham Forest \| 1-1 \| |                                  |     |
| | 38ª giornata                     |     |
| |                                  |     |
| 28 mag. | Aston Villa-Brighton             | 2-1 |
| 28 mag. | Everton-Bournemouth              | 1-0 |
| 28 mag. | Leeds-Tottenham                  | 1-4 |
| 28 mag. | Brentford-Manchester City        | 1-0 |
| 28 mag. | Manchester United-Fulham         | 2-1 |
| 28 mag. | Chelsea-Newcastle                | 1-1 |
| 28 mag. | Leicester-West Ham               | 2-1 |
| 28 mag. | Arsenal-Wolverhampton            | 5-0 |
| 28 mag. | Southampton-Liverpool            | 4-4 |
| 28 mag. | Crystal Palace-Nottingham Forest | 1-1 |

## Statistiche

### Squadre

#### Capoliste solitarie
|    | —— | ——      | ——      | ——      | ——      | ——      | ——      | ——      | ——      | ——      | ——      | ——      | ——      | ——      | ——      | ——      | ——      | ——      | ——      | ——      | ——      | ——      | ——      | ——      | ——      | ——      | ——      | ——      | ——      | ——      | ——      | ——      | ——      | ——              | ——              | ——              | ——              | —— |  |
|    |    | Arsenal | Arsenal | Arsenal | Arsenal | Arsenal | Arsenal | Arsenal | Arsenal | Arsenal | Arsenal | Arsenal | Arsenal | Arsenal | Arsenal | Arsenal | Arsenal | Arsenal | Arsenal | Arsenal | Arsenal | Arsenal | Arsenal | Arsenal | Arsenal | Arsenal | Arsenal | Arsenal | Arsenal | Arsenal | Arsenal | Arsenal | Arsenal | Manchester City | Manchester City | Manchester City | Manchester City |    |  |
|    |    |         |         |         |         |         |         |         |         |         |         |         |         |         |         |         |         |         |         |         |         |         |         |         |         |         |         |         |         |         |         |         |         |                 |                 |                 |                 |    |  |
|    |    |         |         |         |         |         |         |         |         |         |         |         |         |         |         |         |         |         |         |         |         |         |         |         |         |         |         |         |         |         |         |         |         |                 |                 |                 |                 |    |  |
| 1ª | 2ª | 3ª      | 4ª      | 5ª      | 6ª      | 7ª      | 8ª      | 9ª      | 10ª     | 11ª     | 12ª     | 13ª     | 14ª     | 15ª     | 16ª     | 17ª     | 18ª     | 19ª     | 20ª     | 21ª     | 22ª     | 23ª     | 24ª     | 25ª     | 26ª     | 27ª     | 28ª     | 29ª     | 30ª     | 31ª     | 32ª     | 33ª     | 34ª     | 35ª             | 36ª             | 37ª             | 38ª             |    |  |

#### Classifica in divenire
|                   | 1ª | 2ª | 3ª | 4ª | 5ª | 6ª | 7ª  | 8ª  | 9ª | 10ª | 11ª | 12ª | 13ª | 14ª | 15ª | 16ª | 17ª | 18ª | 19ª | 20ª | 21ª | 22ª | 23ª | 24ª | 25ª | 26ª | 27ª | 28ª  | 29ª | 30ª | 31ª | 32ª | 33ª | 34ª | 35ª | 36ª | 37ª | 38ª |
|                   |    |    |    |    |    |    |     |     |    |     |     |     |     |     |     |     |     |     |     |     |     |     |     |     |     |     |     |      |     |     |     |     |     |     |     |     |     |     |
| ----------------- | -- | -- | -- | -- | -- | -- | --- | --- | -- | --- | --- | --- | --- | --- | --- | --- | --- | --- | --- | --- | --- | --- | --- | --- | --- | --- | --- | ---- | --- | --- | --- | --- | --- | --- | --- | --- | --- | --- |
| Arsenal           | 3  | 6  | 9  | 12 | 15 | 15 | 15* | 18  | 21 | 24  | 27  | 27  | 28  | 31  | 34  | 37  | 40  | 43  | 44  | 47  | 50  | 50  | 51  | 54  | 57  | 63* | 66  | 69   | 72  | 73  | 74  | 75  | 75  | 78  | 81  | 81  | 81  | 84  |
| Aston Villa       | 0  | 3  | 3  | 3  | 3  | 4  | 4*  | 7   | 8  | 9   | 9   | 9   | 12  | 12  | 15  | 18  | 18  | 21  | 22  | 25  | 28  | 28  | 28  | 28  | 31  | 34  | 35  | 38   | 41  | 47* | 50  | 51  | 54  | 54  | 54  | 57  | 58  | 61  |
| Bournemouth       | 3  | 3  | 3  | 3  | 4  | 7  | 7   | 8   | 9  | 12  | 13  | 13  | 13  | 13  | 13  | 16  | 16  | 16  | 16  | 16  | 17  | 17  | 18  | 21  | 21  | 21  | 24  | 24   | 27  | 30  | 33  | 33  | 36  | 39  | 39  | 39  | 39  | 39  |
| Brentford         | 1  | 4  | 4  | 5  | 6  | 9  | 9*  | 9   | 10 | 10  | 13  | 14  | 14  | 15  | 16  | 19  | 20  | 23  | 26  | 29  | 30  | 33  | 34  | 35  | 35  | 38  | 38  | 42*  | 43  | 43  | 43  | 44  | 47  | 50  | 50  | 53  | 56  | 59  |
| Brighton          | 3  | 4  | 7  | 10 | 10 | 13 | 13* | 13* | 14 | 14  | 14  | 15  | 15  | 18  | 21  | 21  | 24  | 24  | 27  | 30  | 31  | 34  | 35  | 35  | 35  | 38  | 39  | 42** | 43  | 46* | 49  | 49* | 49  | 52  | 55* | 58  | 61  | 62* |
| Chelsea           | 3  | 4  | 4  | 7  | 7  | 10 | 10  | 10* | 13 | 16  | 19  | 20  | 21  | 21  | 21  | 21  | 24  | 25  | 25  | 28  | 29  | 30  | 31  | 31  | 31  | 34  | 37  | 38   | 38  | 39* | 39  | 39  | 39  | 39  | 42  | 43  | 43  | 44  |
| Crystal Palace    | 0  | 1  | 4  | 4  | 5  | 6  | 6*  | 6   | 6  | 9   | 10  | 13  | 13  | 16  | 19  | 19  | 19  | 22  | 22  | 22  | 24* | 24  | 25  | 26  | 27  | 27  | 27  | 27   | 30  | 33  | 36  | 37  | 37  | 40  | 40  | 43  | 44  | 45  |
| Everton           | 0  | 0  | 1  | 2  | 3  | 4  | 4   | 7   | 10 | 10  | 10  | 10  | 13  | 14  | 14  | 14  | 14  | 15  | 15  | 15  | 15  | 18  | 18  | 21  | 21  | 22  | 25  | 26   | 27  | 27  | 27  | 28  | 28  | 29  | 32  | 32  | 33  | 36  |
| Fulham            | 1  | 2  | 5  | 5  | 8  | 8  | 8*  | 11  | 11 | 11  | 12  | 15  | 18  | 19  | 19  | 19  | 22  | 25  | 28  | 31* | 31  | 32  | 35  | 38  | 39  | 39  | 39  | 39   | 39  | 39  | 42  | 45  | 45  | 45  | 48  | 51  | 52  | 52  |
| Leeds             | 3  | 4  | 7  | 7  | 8  | 8  | 8*  | 8*  | 9  | 9   | 9   | 9   | 9   | 12  | 15  | 15  | 15  | 16  | 17  | 17  | 18  | 18  | 19* | 19  | 22  | 22  | 23  | 26   | 26  | 29* | 29  | 29  | 30  | 30  | 30  | 31  | 31  | 31  |
| Leicester City    | 1  | 1  | 1  | 1  | 1  | 1  | 1   | 1   | 4  | 4   | 5   | 8   | 11  | 11  | 14  | 17  | 17  | 17  | 17  | 17  | 18  | 21  | 24  | 24  | 24  | 24  | 24  | 25   | 25  | 25  | 25  | 28  | 29  | 30  | 30  | 31  | 32  | 35  |
| Liverpool         | 1  | 2  | 2  | 5  | 8  | 9  | 9*  | 9*  | 10 | 10  | 13  | 16  | 16  | 16  | 19  | 22  | 25  | 28  | 28  | 28  | 29  | 29  | 32  | 35  | 36  | 42* | 42  | 42*  | 42  | 44* | 47  | 50  | 53  | 56  | 62* | 65  | 66  | 67  |
| Manchester City   | 3  | 6  | 7  | 10 | 13 | 14 | 14* | 17  | 20 | 23  | 23  | 23* | 26  | 29  | 32  | 32  | 35  | 36  | 39  | 39  | 45* | 45  | 48  | 52* | 55  | 58  | 61  | 61*  | 64  | 67  | 70  | 70* | 73  | 76  | 82* | 85  | 88  | 89* |
| Manchester Utd    | 0  | 0  | 3  | 6  | 9  | 12 | 12* | 12* | 12 | 15  | 16  | 19  | 20  | 23  | 23  | 26  | 29  | 32  | 35  | 38  | 39* | 42  | 46* | 49  | 49* | 49  | 50  | 50   | 50  | 56* | 59  | 59* | 60  | 63  | 63  | 66  | 69  | 75* |
| Newcastle Utd     | 3  | 4  | 5  | 6  | 6  | 7  | 7*  | 8   | 11 | 14  | 15  | 18  | 21  | 24  | 27  | 30  | 33  | 34  | 35  | 38  | 39  | 40  | 41  | 41  | 41* | 41  | 44  | 47   | 50  | 56* | 56  | 59  | 62  | 65  | 65  | 66  | 70* | 71  |
| Nottingham Forest | 0  | 3  | 4  | 4  | 4  | 4  | 4   | 4   | 4  | 5   | 5   | 6   | 9   | 9   | 10  | 13  | 13  | 14  | 17  | 20  | 21  | 24  | 24  | 25  | 25  | 26  | 26  | 26   | 27  | 27  | 27  | 27  | 30  | 30  | 33  | 34  | 37  | 38  |
| Southampton       | 0  | 1  | 4  | 4  | 7  | 7  | 7   | 7   | 7  | 7   | 8   | 11  | 12  | 12  | 12  | 12  | 12  | 12  | 12  | 15  | 15  | 15  | 15  | 18  | 18  | 21  | 22  | 23   | 23  | 23  | 23  | 24  | 24  | 24  | 24  | 24  | 24  | 25  |
| Tottenham         | 3  | 4  | 7  | 10 | 11 | 14 | 14  | 17  | 17 | 20  | 23  | 23  | 23  | 26  | 26  | 29  | 30  | 30  | 33  | 33  | 36  | 39  | 39  | 42  | 45  | 45  | 48  | 49   | 50  | 53  | 53  | 53  | 54  | 54  | 57  | 57  | 57  | 60  |
| West Ham Utd      | 0  | 0  | 0  | 3  | 4  | 4  | 4   | 4   | 7  | 10  | 11  | 11  | 14  | 14  | 14  | 14  | 14  | 14  | 15  | 15  | 18  | 19  | 20  | 20  | 23  | 23  | 24  | 24   | 27  | 30  | 31  | 34  | 34  | 34  | 37  | 37  | 40  | 40  |
| Wolverhampton     | 0  | 1  | 1  | 2  | 3  | 6  | 6   | 6   | 6  | 6   | 9   | 9   | 9   | 10  | 10  | 10  | 13  | 13  | 14  | 17  | 17  | 20  | 23  | 23  | 24  | 27  | 27  | 27   | 28  | 31  | 34  | 34  | 37  | 37  | 40  | 40  | 41  | 41  |

NOTA: l'asterisco indica che l'incontro è stato rinviato o sospeso ed è presente sia in corrispondenza del turno rinviato sia in corrispondenza del turno immediatamente successivo al recupero: esso serve a segnalare che, nella stessa giornata successiva al recupero, la formazione vincente dispone di un punteggio maggiore. L'asterisco non compare con la squadra che esce sconfitta dal recupero (né in corrispondenza del rinvio, né per il recupero stesso), invece è da usare con entrambe le squadre se il recupero termina con un pareggio: in caso di pareggio o vittoria nella partita del recupero, può comportare un incremento potenziale "anomalo" (cioè di 2 punti o superiore ai 3 punti) nella giornata seguente dove il punteggio terrà conto di entrambe le partite (quella recuperata nel turno precedente e quella regolarmente giocata nel turno successivo: pareggio-pareggio = 2 punti; pareggio-vittoria o vittoria-pareggio = 4 punti; vittoria-vittoria = 6 punti).

#### Primati stagionali
Squadre
- Maggior numero di vittorie: Manchester City (28)
- Maggior numero di pareggi: Brentford e Newcastle United (14)
- Maggior numero di sconfitte: Southampton (25)
- Minor numero di vittorie: Southampton (6)
- Minor numero di pareggi: Manchester City (5)
- Minor numero di sconfitte: Manchester City e Newcastle United (5)
- Miglior attacco: Manchester City (94)
- Peggior attacco: Wolverhampton (31)
- Miglior difesa: Manchester City e Newcastle United (33)
- Peggior difesa: Leeds United (78)
- Miglior differenza reti: Manchester City (+61)
- Peggior differenza reti: Southampton (-37)
- Miglior serie positiva: Newcastle United (17, 6ª-21ª giornata, esclusa la 7ª che è stata rinviata)
- Peggior serie negativa: Southampton (13, 26ª-38ª giornata)
- Maggior numero di vittorie consecutive: Manchester City (12, 25ª-37ª giornata)
- Maggior numero di sconfitte consecutive: Leicester City (6, 2ª-8ª giornata, esclusa la 7ª che è stata rinviata) e Southampton (6, 13ª-18ª giornata)

Partite
- Partita con più gol: Liverpool-Bournemouth 9-0 (9, 4ª giornata) e Manchester City-Manchester United 6-3 (9, 9ª giornata)
- Maggiore scarto di gol: Liverpool-Bournemouth 9-0 (9, 4ª giornata)

### Individuali

#### Classifica marcatori
| Gol | Rigori |  | Giocatore           | Squadra         |
| --- | ------ |  | ------------------- | --------------- |
| 36  | 7      |  | Erling Haaland      | Manchester City |
| 30  | 5      |  | Harry Kane          | Tottenham       |
| 20  | 6      |  | Ivan Toney          | Brentford       |
| 19  | 2      |  | Mohamed Salah       | Liverpool       |
| 18  | 3      |  | Callum Wilson       | Newcastle Utd   |
| 17  |        |  | Marcus Rashford     | Manchester Utd  |
| 15  |        |  | Gabriel Martinelli  | Arsenal         |
| 15  |        |  | Martin Ødegaard     | Arsenal         |
| 15  | 1      |  | Ollie Watkins       | Aston Villa     |
| 14  | 4      |  | Aleksandar Mitrović | Fulham          |
| 14  | 2      |  | Bukayo Saka         | Arsenal         |
| 13  | 1      |  | Rodrigo             | Leeds United    |
| 13  |        |  | Harvey Barnes       | Leicester City  |
| 11  |        |  | Miguel Almirón      | Newcastle Utd   |
| 11  |        |  | Phil Foden          | Manchester City |
| 11  | 1      |  | Gabriel Jesus       | Arsenal         |
| 11  |        |  | Roberto Firmino     | Liverpool       |